# HC Kometa Brno 2016/2017
HC Kometa Brno 2016/2017 popisuje působení hokejového klubu HC Kometa Brno v nejvyšší české soutěži v sezóně 2016/2017. Hlavním trenérem klubu byl Libor Zábranský. V sezóně brněnský klub získal 1. extraligový titul, po 51 letech 12. titul v historii klubu, čímž vyrovnal jihlavskou Duklu.

## Klub

### Vlastník
Klub vstoupil do nového ročníku ve stejné majetkové struktuře.

### Realizační tým
Hlavním trenérem byl Libor Zábranský, jeho asistenty byli Petr Haken, Martin Pešout a Kamil Pokorný.

## Soupiska

### První tým
| Číslo    | Hráč               | Nár.      | Datum narození a věk        | Zápasy   | Góly     | Asistence | Body     | +/-      | TM       |
| Brankáři | Brankáři           | Brankáři  | Brankáři                    | Brankáři | Brankáři | Brankáři  | Brankáři | Brankáři | Brankáři |
| -------- | ------------------ | --------- | --------------------------- | -------- | -------- | --------- | -------- | -------- | -------- |
| 1        | Marek Čiliak       | Česko     | 2. dubna 1990 (34 let)      | 34       | —        | —         | —        | —        | 4        |
| 2        | Lukáš Dostál       | Česko     | 22. ledna 2000 (25 let)     | 0        | —        | —         | —        | —        | —        |
| 30       | Pavel Jekel        | Česko     | 4. července 1995 (29 let)   | 4        | —        | —         | —        | —        | —        |
| 31       | Zdeněk Slavíček    | Česko     | 18. července 1997 (27 let)  | 0        | —        | —         | —        | —        | —        |
| 33       | Lukáš Klimeš       | Česko     | 14. července 1994 (30 let)  | 0        | —        | —         | —        | —        | —        |
| 50       | Karel Vejmelka     | Česko     | 25. května 1996 (28 let)    | 31       | —        | 2         | 2        | —        | —        |
| Obránci  |                    |           |                             |          |          |           |          |          |          |
| 6        | Jozef Kováčik      | Slovensko | 1. ledna 1980 (45 let)      | 59       | 6        | 14        | 20       | +15      | 50       |
| 8        | Filip Král         | Česko     | 20. října 1999 (25 let)     | 28       | 0        | 2         | 2        | +3       | 2        |
| 18       | Lukáš Forman       | Česko     | 11. ledna 1994 (31 let)     | 7        | 0        | 0         | 0        | -1       | 0        |
| 21       | Rostislav Šnajnar  | Česko     | 21. ledna 1997 (28 let)     | 3        | 0        | 0         | 0        | +1       | 0        |
| 24       | Michal Gulaši      | Česko     | 18. července 1986 (38 let)  | 66       | 5        | 9         | 14       | +16      | 97       |
| 36       | Jakub Krejčík      | Česko     | 25. června 1991 (33 let)    | 15       | 4        | 9         | 13       | +9       | 10       |
| 61       | Peter Trška        | Slovensko | 1. června 1992 (32 let)     | 59       | 6        | 13        | 19       | 0        | 22       |
| 62       | Dalimil Mikyska    | Česko     | 16. srpna 1999 (25 let)     | 4        | 0        | 0         | 0        | +1       | 0        |
| 63       | Ondřej Němec       | Česko     | 18. dubna 1984 (40 let)     | 62       | 10       | 20        | 30       | +18      | 28       |
| 64       | Tomáš Bartejs      | Česko     | 4. září 1992 (32 let)       | 30       | 0        | 0         | 0        | -2       | 6        |
| 64       | Patrik Koch        | Slovensko | 8. prosince 1996 (28 let)   | 1        | 0        | 0         | 0        | 0        | 0        |
| 71       | Tomáš Malec        | Slovensko | 13. května 1982 (42 let)    | 65       | 1        | 5         | 6        | +7       | 90       |
| 77       | Jan Štencel        | Česko     | 26. února 1995 (30 let)     | 44       | 4        | 15        | 19       | +4       | 10       |
| 80       | Libor Zábranský    | Česko     | 26. května 2000 (24 let)    | 16       | 0        | 1         | 1        | +4       | 2        |
| Útočníci |                    |           |                             |          |          |           |          |          |          |
| 5        | Tomáš Vondráček    | Česko     | 16. února 1991 (34 let)     | 28       | 5        | 3         | 8        | +3       | 12       |
| 10       | Martin Erat        | Česko     | 29. srpna 1981 (43 let)     | 52       | 17       | 27        | 44       | +16      | 46       |
| 11       | Roman Erat         | Česko     | 12. května 1979 (45 let)    | 2        | 0        | 0         | 0        | -1       | 18       |
| 11       | Adam Raška         | Česko     | 26. listopadu 1994 (30 let) | 5        | 0        | 0         | 0        | 0        | 2        |
| 12       | Leoš Čermák        | Česko     | 13. dubna 1978 (46 let)     | 62       | 11       | 14        | 25       | +7       | 93       |
| 14       | Matěj Novák        | Česko     | 10. dubna 1999 (25 let)     | 9        | 1        | 0         | 1        | 0        | 0        |
| 17       | Roman Dymáček      | Česko     | 6. ledna 1997 (28 let)      | 20       | 0        | 0         | 0        | -3       | 31       |
| 19       | Luboš Horký        | Česko     | 14. listopadu 1997 (27 let) | 2        | 0        | 0         | 0        | 0        | 0        |
| 19       | Michel Miklík      | Slovensko | 31. července 1982 (42 let)  | 6        | 0        | 0         | 0        | -4       | 4        |
| 20       | Hynek Zohorna      | Česko     | 1. srpna 1990 (34 let)      | 53       | 11       | 11        | 22       | 0        | 22       |
| 22       | Jan Káňa           | Česko     | 4. ledna 1992 (33 let)      | 47       | 7        | 13        | 20       | 6        | 50       |
| 25       | Filip Dvořák       | Česko     | 9. dubna 1997 (27 let)      | 21       | 0        | 1         | 1        | +1       | 2        |
| 25       | Adam Gajarský      | Česko     | 14. března 2000 (24 let)    | 1        | 0        | 0         | 0        | 0        | 0        |
| 26       | Martin Zaťovič     | Česko     | 25. ledna 1985 (40 let)     | 50       | 18       | 7         | 25       | +10      | 20       |
| 27       | Kamil Brabenec     | Česko     | 17. května 1976 (48 let)    | 9        | 1        | 2         | 3        | -1       | 0        |
| 53       | Vojtěch Němec      | Česko     | 9. prosince 1985 (39 let)   | 63       | 16       | 19        | 35       | +5       | 47       |
| 57       | Jan Hruška         | Česko     | 20. ledna 1986 (39 let)     | 42       | 7        | 16        | 23       | +13      | 28       |
| 57       | Petr Kratochvíl    | Česko     | 5. prosince 1997 (27 let)   | 4        | 0        | 0         | 0        | -3       | 0        |
| 81       | Tomáš Vincour      | Česko     | 19. listopadu 1990 (34 let) | 46       | 9        | 16        | 25       | -4       | 40       |
| 87       | Marcel Haščák      | Slovensko | 3. února 1987 (38 let)      | 58       | 15       | 19        | 34       | +18      | 22       |
| 88       | Martin Nečas       | Česko     | 15. ledna 1999 (26 let)     | 51       | 11       | 8         | 19       | +1       | 14       |
| 90       | Martin Dočekal     | Česko     | 7. prosince 1990 (34 let)   | 64       | 11       | 9         | 20       | +7       | 28       |
| 91       | Marek Kvapil       | Česko     | 5. ledna 1985 (40 let)      | 63       | 19       | 31        | 50       | +16      | 32       |
| 95       | Alexandre Mallet   | Kanada    | 22. května 1992 (32 let)    | 22       | 5        | 6         | 11       | +11      | 47       |
| 95       | Vlastimil Dostálek | Česko     | 23. srpna 1994 (30 let)     | 21       | 0        | 1         | 1        | -1       | 8        |
| 97       | Radim Zohorna      | Česko     | 29. dubna 1996 (28 let)     | 18       | 3        | 0         | 3        | -1       | 4        |
| 98       | Tomáš Havránek     | Česko     | 4. května 1998 (26 let)     | 6        | 0        | 0         | 0        | -2       | 0        |

Poznámky
- Statistiky jsou ze všech soutěžních utkání, tj. ze základní části i play-off.

## Přípravné zápasy před sezonou
| 29. července 2016                           | SK Horácká Slavia Třebíč                    | 2 : 3 (1:1, 0:2, 1:0) | HC Kometa Brno | KHNP Arena, Třebíč Návštěvnost: 2 340 |  |
| Dominik Svoboda (od 30. minuty Pavel Jekel) | Dominik Svoboda (od 30. minuty Pavel Jekel) | Brankáři              | Lukáš Dostál   |                                       |  |

| 2. srpna 2016 | HC Zubr Přerov | 1 : 5 (0:1, 0:3, 1:1) | HC Kometa Brno | Meo Aréna, Přerov Návštěvnost: 2 457 |  |
| Lukáš Klimeš  | Lukáš Klimeš   | Brankáři              | Karel Vejmelka |                                      |  |

| 4. srpna 2016 | HC Kometa Brno | 5 : 3 (1:0, 1:0, 3:3) | HC Slovan Bratislava | DRFG Arena, Brno Návštěvnost: 5 212 |  |
| Marek Čiliak  | Marek Čiliak   | Brankáři              | Justin Pogge         |                                     |  |

| 9. srpna 2016                            | HC Slovan Bratislava                     | 2 : 1 (2:0, 0:1, 0:0) | HC Kometa Brno | Zimní stadion Ondreje Nepely, Bratislava Návštěvnost: 5 260 |  |
| Barry Brust (od 30. minuty Justin Pogge) | Barry Brust (od 30. minuty Justin Pogge) | Brankáři              | Marek Čiliak   |                                                             |  |

| 11. srpna 2016 | HC Kometa Brno | 5 : 3 (0:2, 0:0, 0:1) | Amur Chabarovsk | DRFG Arena, Brno Návštěvnost: 6 520 |  |
| Karel Vejmelka | Karel Vejmelka | Brankáři              | Juha Metsola    |                                     |  |

| 9. srpna 2016 | Thomas Sabo Ice Tigers | 3 : 2 (1:0, 1:2, 1:0) | HC Kometa Brno | Würth Arena, Neumarkt, Itálie Návštěvnost: 895 |  |
| Jochen Reimer | Jochen Reimer          | Brankáři              | Karel Vejmelka |                                                |  |

| 14. srpna 2016 | EC KAC     | 3 : 2 (2:2, 0:0, 1:0) | HC Kometa Brno | Würth Arena, Neumarkt, Itálie |  |
| Tomáš Duba     | Tomáš Duba | Brankáři              | Marek Čiliak   |                               |  |

| 23. srpna 2016 | Mountfield HK | 3 : 1 (0:1, 0:0, 3:0) | HC Kometa Brno | ČPP aréna, Hradec Králové |  |
| Patrik Rybár   | Patrik Rybár  | Brankáři              | Marek Čiliak   |                           |  |

| 25. srpna 2016 | ČEZ Motor České Budějovice | 3 : 1 (1:1, 1:0, 1:0) | HC Kometa Brno | Budvar aréna, České Budějovice |  |
| Ondřej Bláha   | Ondřej Bláha               | Brankáři              | Karel Vejmelka |                                |  |

| 30. srpna 2016 | HC Kometa Brno | 4 : 1 (1:1, 0:0, 3:0) | Mountfield HK    | DRFG Arena, Brno Návštěvnost: 4 841 |  |
| Marek Čiliak   | Marek Čiliak   | Brankáři              | Jaroslav Pavelka |                                     |  |

| 6. září 2016 | HC Kometa Brno | 4 : 1 (2:1, 1:0, 1:0) | Orli Znojmo                                    | DRFG Arena, Brno Návštěvnost: 5 317 |  |
| Marek Čiliak | Marek Čiliak   | Brankáři              | Patrik Nechvátal (od 21. minuty Marek Schwarz) |                                     |  |

## Tipsport extraliga
Hlavní článek: Česká hokejová extraliga 2016/2017
| Poř. | Tým                 | Z  | V  | VP | PP | P  | VG  | OG  | B  |
| ---- | ------------------- | -- | -- | -- | -- | -- | --- | --- | -- |
| 4.   | Mountfield HK       | 52 | 24 | 5  | 7  | 16 | 159 | 125 | 89 |
| 5.   | HC Verva Litvínov   | 52 | 20 | 13 | 2  | 17 | 128 | 126 | 88 |
| 6.   | HC Kometa Brno      | 52 | 22 | 4  | 10 | 16 | 158 | 139 | 84 |
| 7.   | Piráti Chomutov     | 52 | 18 | 10 | 6  | 18 | 149 | 154 | 80 |
| 8.   | HC Vítkovice Ridera | 52 | 19 | 8  | 3  | 22 | 119 | 126 | 76 |

| Postup do play-off          |
| Postup do předkola play-off |

### Přehled
| Celkem | Celkem | Celkem | Celkem | Celkem | Celkem | Celkem | Celkem | Celkem | Doma | Doma | Doma | Doma | Doma | Doma | Doma | Venku | Venku | Venku | Venku | Venku | Venku | Venku |
| Z      | V      | VP     | PP     | P      | VG     | OG     | GR     | Body   | V    | VP   | PP   | P    | VG   | OG   | Body | V     | VP    | PP    | P     | VG    | OG    | Body  |
| ------ | ------ | ------ | ------ | ------ | ------ | ------ | ------ | ------ | ---- | ---- | ---- | ---- | ---- | ---- | ---- | ----- | ----- | ----- | ----- | ----- | ----- | ----- |
| 52     | 22     | 4      | 10     | 16     | 158    | 139    | +19    | 84     | 16   | 2    | 3    | 5    | 92   | 55   | 55   | 6     | 2     | 7     | 11    | 66    | 84    | 29    |

#### 1. čtvrtina
| 9. září 2016 17:30 | PSG Zlín | 3 : 5 (1:1, 1:2, 1:2) | HC Kometa Brno | Zimní stadion Luďka Čajky, Zlín Návštěvnost: 6 169 |  |

| Report                                                     |                                                            |                                 | |                                                                        |
| Libor Kašík                                                | Libor Kašík                                                | Brankáři                        | Marek Čiliak | Rozhodčí: Oldřich Hejduk Štěpán Souček Čároví: Tomáš Gerát David Hynek |
| Bukarts (Holík, Marušák) 05:31' Holík 20:25' Kotvan 41:46' | Bukarts (Holík, Marušák) 05:31' Holík 20:25' Kotvan 41:46' | 1:0 1:1 2:1 2:2 2:3 3:3 3:4 3:5 | 17:08' Kvapil (M. Erat, Štencel) 34:48' V. Němec (Haščák, Káňa) 36:40' Haščák (V. Němec, Káňa) 50:08' Kvapil (M. Erat, Hruška) 59:14' Zaťovič (Malec, do prázdné branky) | Rozhodčí: Oldřich Hejduk Štěpán Souček Čároví: Tomáš Gerát David Hynek |
| 12 min                                                     | 12 min                                                     | Tresty                          | 16 min | Rozhodčí: Oldřich Hejduk Štěpán Souček Čároví: Tomáš Gerát David Hynek |
| 21                                                         | 21                                                         | Střely                          | 23 | Rozhodčí: Oldřich Hejduk Štěpán Souček Čároví: Tomáš Gerát David Hynek |

| 11. září 2016 17:00 | HC Kometa Brno | 3 : 1 (1:0, 0:1, 2:0) | Mountfield HK | DRFG Arena, Brno Návštěvnost: 7 700 (vyprodáno) |  |

| Report | |                 |                     |                                                                  |
| Marek Čiliak                                                                                                  | Marek Čiliak                                                                                                  | Brankáři        | Ondřej Kacetl       | Rozhodčí: Roman Mrkva Robin Šír Čároví: Jiří Gebauer Vít Lederer |
| Trška (Čermák, Haščák) 14:20' Haščák (Štencel, O. Němec) 48:11' V. Němec (O. Němec, do prázdné bránky) 59:15' | Trška (Čermák, Haščák) 14:20' Haščák (Štencel, O. Němec) 48:11' V. Němec (O. Němec, do prázdné bránky) 59:15' | 1:0 1:1 2:1 3:1 | 38:43' Knotek (Dej) | Rozhodčí: Roman Mrkva Robin Šír Čároví: Jiří Gebauer Vít Lederer |
| 12 min | 12 min | Tresty          | 12 min              | Rozhodčí: Roman Mrkva Robin Šír Čároví: Jiří Gebauer Vít Lederer |
| 26 | 26 | Střely          | 25                  | Rozhodčí: Roman Mrkva Robin Šír Čároví: Jiří Gebauer Vít Lederer |

| 13. září 2016 18:00 | HC Kometa Brno | 5 : 1 (1:1, 2:0, 2:0) | BK Mladá Boleslav | DRFG Arena, Brno Návštěvnost: 7 503 |  |

| Report | |                         |                                         |                                                                         |
| Marek Čiliak | Marek Čiliak | Brankáři                | Jan Lukáš (od 50. minuty Tuomas Tarkki) | Rozhodčí: Robert Čech René Hradil Čároví: Petr Kotlík Andreas Nothegger |
| Kvapil (M. Erat, Štencel) 19:12' V. Němec (Hruška) 22:15' M. Erat (Štencel, Kvapil) 29:02' M. Erat (Nečas, Kvapil) 42:30' Zaťovič (V. Němec, Haščák) 49:05' | Kvapil (M. Erat, Štencel) 19:12' V. Němec (Hruška) 22:15' M. Erat (Štencel, Kvapil) 29:02' M. Erat (Nečas, Kvapil) 42:30' Zaťovič (V. Němec, Haščák) 49:05' | 0:1 1:1 2:1 3:1 4:1 5:1 | 04:06' Vampola (Voráček, Orsava)        | Rozhodčí: Robert Čech René Hradil Čároví: Petr Kotlík Andreas Nothegger |
| 10 min | 10 min | Tresty                  | 20 min                                  | Rozhodčí: Robert Čech René Hradil Čároví: Petr Kotlík Andreas Nothegger |
| 34 | 34 | Střely                  | 23                                      | Rozhodčí: Robert Čech René Hradil Čároví: Petr Kotlík Andreas Nothegger |

| 16. září 2016 17:30 | HC Škoda Plzeň | 3 : 6 (1:4, 1:0, 1:2) | HC Kometa Brno | Home Monitoring Aréna, Plzeň Návštěvnost: 3 524 |  |

| Report                                                                       |                                                                              |                                     | |                                                                       |
| Matěj Machovský (od 6. minuty Patrik Polívka)                                | Matěj Machovský (od 6. minuty Patrik Polívka)                                | Brankáři                            | Marek Čiliak (od 41. minuty Karel Vejmelka)                                                                                         | Rozhodčí: Petr Nedvěd Lukáš Krob Čároví: Tomáš Brejcha Libor Suchánek |
| Stach (Svoboda) 08:11' Kubalík (Kracík) 34:46' Horn (Koreis, Polívka) 55:34' | Stach (Svoboda) 08:11' Kubalík (Kracík) 34:46' Horn (Koreis, Polívka) 55:34' | 0:1 0:2 1:2 1:3 1:4 2:4 2:5 3:5 3:6 | 04:05' Čermák 05:24' Kvapil (M. Erat, Nečas) 08:44' Dočekal (TS) 13:33' Dočekal (Káňa) 45:39' Zaťovič (Haščák) 58:22' Čermák (Káňa) | Rozhodčí: Petr Nedvěd Lukáš Krob Čároví: Tomáš Brejcha Libor Suchánek |
| 12 min                                                                       | 12 min                                                                       | Tresty                              | 24 min | Rozhodčí: Petr Nedvěd Lukáš Krob Čároví: Tomáš Brejcha Libor Suchánek |
| 26                                                                           | 26                                                                           | Střely                              | 34 | Rozhodčí: Petr Nedvěd Lukáš Krob Čároví: Tomáš Brejcha Libor Suchánek |

| 18. září 2016 17:00 | HC Kometa Brno | 0 : 1 SN (0:0, 0:0, 0:0 – 0:0 – 0:1) | HC Vítkovice Ridera | DRFG Arena, Brno Návštěvnost: 7 579 |  |

| Report         |                |                        |                 |                                                                      |
| Karel Vejmelka | Karel Vejmelka | Brankáři               | Patrik Bartošák | Rozhodčí: Pavel Burda Martin Hlaváček Čároví: Jiří Flegl Filip Klupa |
|                |                | Samostatné nájezdy 0:1 | Roman           | Rozhodčí: Pavel Burda Martin Hlaváček Čároví: Jiří Flegl Filip Klupa |
| 16 min         | 16 min         | Tresty                 | 12 min          | Rozhodčí: Pavel Burda Martin Hlaváček Čároví: Jiří Flegl Filip Klupa |
| 34             | 34             | Střely                 | 24              | Rozhodčí: Pavel Burda Martin Hlaváček Čároví: Jiří Flegl Filip Klupa |

| 25. září 2016 15:30 | HC Energie Karlovy Vary | 2 : 4 (2:2, 0:2, 0:0) | HC Kometa Brno | KV Arena, Karlovy Vary Návštěvnost: 3 265 |  |

| Report                                                     |                                                            |                         | |                                                                           |
| Tomáš Závorka                                              | Tomáš Závorka                                              | Brankáři                | Karel Vejmelka | Rozhodčí: Jan Hribik Oldřich Hejduk Čároví: Jiří Rozlílek Ondřej Kokrment |
| Gorčík (Harkabus) 07:04' Dujsík (Mullane, Skuhravý) 12:48' | Gorčík (Harkabus) 07:04' Dujsík (Mullane, Skuhravý) 12:48' | 0:1 1:1 1:2 2:2 2:3 2:4 | 02:35' Nečas (Kvapil) 11:58' Vondráček (Dočekal, Zábranský) 27:22' Trška (Hruška, Dočekal) 38:00' Vondráček (V. Němec, O. Němec) | Rozhodčí: Jan Hribik Oldřich Hejduk Čároví: Jiří Rozlílek Ondřej Kokrment |
| 4 min                                                      | 4 min                                                      | Tresty                  | 14 min | Rozhodčí: Jan Hribik Oldřich Hejduk Čároví: Jiří Rozlílek Ondřej Kokrment |
| 47                                                         | 47                                                         | Střely                  | 22 | Rozhodčí: Jan Hribik Oldřich Hejduk Čároví: Jiří Rozlílek Ondřej Kokrment |

| 27. září 2016 18:00 | HC Kometa Brno | 7 : 1 (2:1, 2:0, 3:0) | HC Verva Litvínov | DRFG Arena, Brno Návštěvnost: 7 422 |  |

| Report | |                                 |                          |                                                                         |
| Karel Vejmelka | Karel Vejmelka | Brankáři                        | Tomáš Halász             | Rozhodčí: Petr Nedvěd Tomáš Kučera Čároví: Jan Hozman Andreas Nothegger |
| Štencel (Haščák) 04:33' Dočekal (Káňa) 10:26' Dočekal (Káňa, Král) 29:02' Káňa (Trška, Čermák) 35:50' Čermák (Dočekal) 40:22' M. Erat (Trška, Hruška) 41:16' O. Němec (M. Erat, Kvapil) 57:42' | Štencel (Haščák) 04:33' Dočekal (Káňa) 10:26' Dočekal (Káňa, Král) 29:02' Káňa (Trška, Čermák) 35:50' Čermák (Dočekal) 40:22' M. Erat (Trška, Hruška) 41:16' O. Němec (M. Erat, Kvapil) 57:42' | 0:1 1:1 2:1 3:1 4:1 5:1 6:1 7:1 | 02:22' Gula (Nejezchleb) | Rozhodčí: Petr Nedvěd Tomáš Kučera Čároví: Jan Hozman Andreas Nothegger |
| 8 min | 8 min | Tresty                          | 20 min                   | Rozhodčí: Petr Nedvěd Tomáš Kučera Čároví: Jan Hozman Andreas Nothegger |
| 31 | 31 | Střely                          | 25                       | Rozhodčí: Petr Nedvěd Tomáš Kučera Čároví: Jan Hozman Andreas Nothegger |

| 30. září 2016 18:00 | HC Dynamo Pardubice | 3 : 4 PP (1:0, 1:2, 1:1 – 0:1) | HC Kometa Brno | Tipsport Arena, Pardubice Návštěvnost: 8 083 |  |

| Report                                                                                   |                                                                                          |                             | |                                                                             |
| Jakub Štěpánek                                                                           | Jakub Štěpánek                                                                           | Brankáři                    | Karel Vejmelka                                                                                         | Rozhodčí: Aleš Auer Alexander Pavlovič Čároví: Stanislav Barvíř Petr Blümel |
| Hubáček (Schaus, Bárta) 12:03' Rolinek (Mallet, Tomášek) 24:26' Rolinek (Hubáček) 59:11' | Hubáček (Schaus, Bárta) 12:03' Rolinek (Mallet, Tomášek) 24:26' Rolinek (Hubáček) 59:11' | 1:0 1:1 2:1 2:2 2:3 3:3 3:4 | 20:45' Haščák (Kováčik, Zaťovič) 35:21' Haščák (Kováčik) 49:01' Hruška 64:16' V. Němec (Kvapil, Trška) | Rozhodčí: Aleš Auer Alexander Pavlovič Čároví: Stanislav Barvíř Petr Blümel |
| 10 min                                                                                   | 10 min                                                                                   | Tresty                      | 4 min                                                                                                  | Rozhodčí: Aleš Auer Alexander Pavlovič Čároví: Stanislav Barvíř Petr Blümel |
| 22                                                                                       | 22                                                                                       | Střely                      | 33 | Rozhodčí: Aleš Auer Alexander Pavlovič Čároví: Stanislav Barvíř Petr Blümel |

| 2. října 2016 17:15 | HC Kometa Brno | 6 : 2 (2:0, 2:2, 2:0) | HC Sparta Praha | DRFG Arena, Brno Návštěvnost: 7 700 (vyprodáno) |  |

| Report | |                                 |                                                                |                                                                 |
| Karel Vejmelka | Karel Vejmelka | Brankáři                        | Tomáš Pöpperle                                                 | Rozhodčí: Robert Čech Jan Hribik Čároví: Jiří Flegl Filip Klupa |
| M. Erat (Kvapil, O. Němec) 04:31' O. Němec (Kvapil, Štencel) 19:30' Nečas (M. Erat) 20:33' V. Němec (Kvapil) 36:33' M. Erat (O. Němec) 40:13' Kvapil 54:20' | M. Erat (Kvapil, O. Němec) 04:31' O. Němec (Kvapil, Štencel) 19:30' Nečas (M. Erat) 20:33' V. Němec (Kvapil) 36:33' M. Erat (O. Němec) 40:13' Kvapil 54:20' | 1:0 2:0 3:0 3:1 3:2 4:2 5:2 6:2 | 26:04' Pech (Eminger, Safin) 33:08' Černoch (Ihnačák, Kumstát) | Rozhodčí: Robert Čech Jan Hribik Čároví: Jiří Flegl Filip Klupa |
| 6 min | 6 min | Tresty                          | 10 min                                                         | Rozhodčí: Robert Čech Jan Hribik Čároví: Jiří Flegl Filip Klupa |
| 27 | 27 | Střely                          | 28                                                             | Rozhodčí: Robert Čech Jan Hribik Čároví: Jiří Flegl Filip Klupa |

| 7. října 2016 17:00 | HC Oceláři Třinec | 4 : 3 PP (0:1, 3:1, 0:1 – 1:0) | HC Kometa Brno | Werk Arena, Třinec Návštěvnost: 5 200 |  |

| Report | |                             |                                                                           |                                                                     |
| Peter Hamerlík | Peter Hamerlík | Brankáři                    | Karel Vejmelka                                                            | Rozhodčí: Robin Šír Oliver Ryšánek Čároví: Jiří Gebauer Vít Lederer |
| Roth (Dravecký, Petružálek) 20:16' Hrňa (Kreps, Marosz) 27:49' Marosz (Růžička) 30:26' Petružálek (Linhart, Marosz) 64:12' | Roth (Dravecký, Petružálek) 20:16' Hrňa (Kreps, Marosz) 27:49' Marosz (Růžička) 30:26' Petružálek (Linhart, Marosz) 64:12' | 0:1 1:1 1:2 2:2 3:2 3:3 4:3 | 16:17' V. Němec 24:36' M. Erat (Nečas) 51:29' V. Němec (Štencel, M. Erat) | Rozhodčí: Robin Šír Oliver Ryšánek Čároví: Jiří Gebauer Vít Lederer |
| 4 min | 4 min | Tresty                      | 8 min                                                                     | Rozhodčí: Robin Šír Oliver Ryšánek Čároví: Jiří Gebauer Vít Lederer |
| 27 | 27 | Střely                      | 29                                                                        | Rozhodčí: Robin Šír Oliver Ryšánek Čároví: Jiří Gebauer Vít Lederer |

| 9. října 2016 18:20 | HC Kometa Brno | 5 : 1 (2:0, 2:0, 1:1) | Bílí Tygři Liberec | DRFG Arena, Brno Návštěvnost: 7 543 |  |

| Report | |                         |                                      |                                                                    |
| Karel Vejmelka | Karel Vejmelka | Brankáři                | Ján Lašák (od 21. minuty Roman Will) | Rozhodčí: Aleš Auer Štěpán Souček Čároví: Tomáš Gerát Daniel Hynek |
| Zaťovič (Haščák) 05:55' Štencel (M. Erat, Nečas) 14:04' Nečas (Kvapil) 22:16' Zaťovič (Trška) 38:54' Zaťovič (V. Němec, Gulaši) 55:39' | Zaťovič (Haščák) 05:55' Štencel (M. Erat, Nečas) 14:04' Nečas (Kvapil) 22:16' Zaťovič (Trška) 38:54' Zaťovič (V. Němec, Gulaši) 55:39' | 1:0 2:0 3:0 4:0 5:0 5:1 | 59:43' Stránský (Vantuch)            | Rozhodčí: Aleš Auer Štěpán Souček Čároví: Tomáš Gerát Daniel Hynek |
| 40 min | 40 min | Tresty                  | 36 min                               | Rozhodčí: Aleš Auer Štěpán Souček Čároví: Tomáš Gerát Daniel Hynek |
| 25 | 25 | Střely                  | 45                                   | Rozhodčí: Aleš Auer Štěpán Souček Čároví: Tomáš Gerát Daniel Hynek |

| 14. října 2016 17:30 | Piráti Chomutov | 4 : 3 PP (2:0, 1:1, 0:2 – 1:0) | HC Kometa Brno | SD ARÉNA, Chomutov Návštěvnost: 5 077 |  |

| Report                                                                                             | |                             |                                                                                               |                                                                                     |
| Ján Laco                                                                                           | Ján Laco                                                                                           | Brankáři                    | Karel Vejmelka                                                                                | Rozhodčí: Vladimír Pešina Miroslav Petružálek Čároví: Jiří Rozlílek Ondřej Kokrment |
| Vondrka (Huml) 13:56' Skokan (Kämpf) 14:09' Poletín (Račuk, Flemming) 37:24' Vondrka (Huml) 60:47' | Vondrka (Huml) 13:56' Skokan (Kämpf) 14:09' Poletín (Račuk, Flemming) 37:24' Vondrka (Huml) 60:47' | 1:0 2:0 2:1 3:1 3:2 3:3 4:3 | 21:59' Kvapil (M. Erat) 43:19' Zaťovič (O. Němec, Vejmelka) 58:08' Kvapil (M. Erat, O. Němec) | Rozhodčí: Vladimír Pešina Miroslav Petružálek Čároví: Jiří Rozlílek Ondřej Kokrment |
| 28 min                                                                                             | 28 min                                                                                             | Tresty                      | 28 min                                                                                        | Rozhodčí: Vladimír Pešina Miroslav Petružálek Čároví: Jiří Rozlílek Ondřej Kokrment |
| 27                                                                                                 | 27                                                                                                 | Střely                      | 30                                                                                            | Rozhodčí: Vladimír Pešina Miroslav Petružálek Čároví: Jiří Rozlílek Ondřej Kokrment |

| 16. října 2016 17:00 | HC Kometa Brno | 5 : 3 (3:0, 1:2, 1:1) | HC Olomouc | DRFG Arena, Brno Návštěvnost: 7 700 (vyprodáno) |  |

| Report | |                                 |                                                                               |                                                                 |
| Marek Čiliak | Marek Čiliak | Brankáři                        | Martin Falter (od 21. minuty Branislav Konrád)                                | Rozhodčí: Jan Hribik Roman Mrkva Čároví: Jiří Flegl Filip Klupa |
| Hruška (O. Němec, Kvapil) 03:49' M. Erat (O. Němec, Kvapil) 14:36' Kvapil (Nečas, Zaťovič) 16:09' Trška (Čermák) 20:54' Hruška (Kvapil) 45:57' | Hruška (O. Němec, Kvapil) 03:49' M. Erat (O. Němec, Kvapil) 14:36' Kvapil (Nečas, Zaťovič) 16:09' Trška (Čermák) 20:54' Hruška (Kvapil) 45:57' | 1:0 2:0 3:0 4:0 4:1 4:2 5:2 5:3 | 30:21' Vyrůbalík (Herman) 33:22' Mikúš (Laš, Staněk) 59:24' Burian (Ostřížek) | Rozhodčí: Jan Hribik Roman Mrkva Čároví: Jiří Flegl Filip Klupa |
| 4 min | 4 min | Tresty                          | 8 min                                                                         | Rozhodčí: Jan Hribik Roman Mrkva Čároví: Jiří Flegl Filip Klupa |
| 32 | 32 | Střely                          | 25                                                                            | Rozhodčí: Jan Hribik Roman Mrkva Čároví: Jiří Flegl Filip Klupa |

#### 2. čtvrtina
| 21. října 2016 17:20 | HC Kometa Brno | 4 : 2 (1:1, 3:1, 0:0) | PSG Zlín | DRFG Arena, Brno Návštěvnost: 7 700 (vyprodáno) |  |

| Report | |                         |                                                         |                                                                        |
| Marek Čiliak | Marek Čiliak | Brankáři                | Libor Kašík                                             | Rozhodčí: Vladimír Pešina Robert Čech Čároví: Jakub Frodl Kamil Zavřel |
| O. Němec (M. Erat, Zaťovič) 04:35' Zaťovič (Kvapil, M. Erat) 25:05' M. Erat (Kvapil, Štencel) 30:47' Vincour (Gulaši, Čermák) 31:11' | O. Němec (M. Erat, Zaťovič) 04:35' Zaťovič (Kvapil, M. Erat) 25:05' M. Erat (Kvapil, Štencel) 30:47' Vincour (Gulaši, Čermák) 31:11' | 1:0 1:1 2:1 2:2 3:2 4:2 | 17:20' Holík (Bukarts, Kotvan) 30:18' Vlach (Matějíček) | Rozhodčí: Vladimír Pešina Robert Čech Čároví: Jakub Frodl Kamil Zavřel |
| 8 min | 8 min | Tresty                  | 12 min                                                  | Rozhodčí: Vladimír Pešina Robert Čech Čároví: Jakub Frodl Kamil Zavřel |
| 27 | 27 | Střely                  | 28                                                      | Rozhodčí: Vladimír Pešina Robert Čech Čároví: Jakub Frodl Kamil Zavřel |

| 23. října 2016 17:00 | Mountfield HK | 5 : 1 (1:1, 1:0, 3:0) | HC Kometa Brno | Fortuna aréna, Hradec Králové Návštěvnost: 6 087 |  |

| Report | |                         |               |                                                                          |
| Patrik Rybár | Patrik Rybár | Brankáři                | Marek Čiliak  | Rozhodčí: Aleš Auer Martin Hlaváček Čároví: Tomáš Brejcha Libor Suchánek |
| Dragoun (Šimánek) 00:18' Bulík (Vydarený) 28:01' Jarůšek (Dietz, Šimánek) 46:05' Potulny (Jarůšek, Bulík) 51:57' Pláněk (Potulny, Vydarený) 54:48' | Dragoun (Šimánek) 00:18' Bulík (Vydarený) 28:01' Jarůšek (Dietz, Šimánek) 46:05' Potulny (Jarůšek, Bulík) 51:57' Pláněk (Potulny, Vydarený) 54:48' | 1:0 1:1 2:1 3:1 4:1 5:1 | 19:35' Hruška | Rozhodčí: Aleš Auer Martin Hlaváček Čároví: Tomáš Brejcha Libor Suchánek |
| 24 min | 24 min | Tresty                  | 22 min        | Rozhodčí: Aleš Auer Martin Hlaváček Čároví: Tomáš Brejcha Libor Suchánek |
| 21 | 21 | Střely                  | 27            | Rozhodčí: Aleš Auer Martin Hlaváček Čároví: Tomáš Brejcha Libor Suchánek |

| 28. října 2016 17:20 | BK Mladá Boleslav | 2 : 4 (0:0, 1:2, 1:2) | HC Kometa Brno | ŠKO-ENERGO Aréna, Mladá Boleslav Návštěvnost: 3 952 |  |

| Report                                             |                                                    |                         | |                                                                           |
| Jan Lukáš                                          | Jan Lukáš                                          | Brankáři                | Karel Vejmelka | Rozhodčí: Oldřich Hejduk Oliver Ryšánek Čároví: Vít Komárek Jiří Ondráček |
| Hyka (Musil) 39:54' Voráček (Urban, Orsava) 44:49' | Hyka (Musil) 39:54' Voráček (Urban, Orsava) 44:49' | 0:1 0:2 1:2 2:2 2:3 2:4 | 36:08' Haščák (Trška, V. Němec) 37:13' Gulaši (M. Erat) 46:12' Vincour (Čermák) 59:10' Kvapil (do prázdné branky) | Rozhodčí: Oldřich Hejduk Oliver Ryšánek Čároví: Vít Komárek Jiří Ondráček |
| 4 min                                              | 4 min                                              | Tresty                  | 18 min | Rozhodčí: Oldřich Hejduk Oliver Ryšánek Čároví: Vít Komárek Jiří Ondráček |
| 25                                                 | 25                                                 | Střely                  | 31 | Rozhodčí: Oldřich Hejduk Oliver Ryšánek Čároví: Vít Komárek Jiří Ondráček |

| 30. října 2016 17:00 | HC Kometa Brno | 8 : 5 (2:3, 1:0, 5:2) | HC Škoda Plzeň | DRFG Arena, Brno Návštěvnost: 7 700 (vyprodáno) |  |

| Report | |                                                     | |                                                                     |
| Karel Vejmelka | Karel Vejmelka | Brankáři                                            | Alexandr Hylák | Rozhodčí: Robert Čech Tomáš Kučera Čároví: Jiří Gebauer Vít Lederer |
| Kováčik (Káňa, Haščák) 04:18' M. Erat (Kvapil, Nečas) 06:16' Štencel (Hruška, V. Němec) 23:33' Káňa (Malec, Vincour) 44:34' Čermák (Káňa, Vincour) 47:04' Zaťovič (Dočekal, do prázdné branky) 54:48' Dočekal (Malec, Vejmelka, do prázdné branky) 57:04' Káňa (Gulaši, do prázdné branky) 59:23' | Kováčik (Káňa, Haščák) 04:18' M. Erat (Kvapil, Nečas) 06:16' Štencel (Hruška, V. Němec) 23:33' Káňa (Malec, Vincour) 44:34' Čermák (Káňa, Vincour) 47:04' Zaťovič (Dočekal, do prázdné branky) 54:48' Dočekal (Malec, Vejmelka, do prázdné branky) 57:04' Káňa (Gulaši, do prázdné branky) 59:23' | 1:0 1:1 2:1 2:2 2:3 3:3 4:3 5:3 5:4 6:4 7:4 7:5 8:5 | 05:09' Kubalík (Kratěna, Frühauf) 10:33' Kodýtek (Svoboda, Indrák) 19:02' Kubalík (Čerešňák) 47:33' Kubalík (Pulpán, Kracík) 57:28' Kubalík (Kracík, Svoboda) | Rozhodčí: Robert Čech Tomáš Kučera Čároví: Jiří Gebauer Vít Lederer |
| 35 min | 35 min | Tresty                                              | 18 min | Rozhodčí: Robert Čech Tomáš Kučera Čároví: Jiří Gebauer Vít Lederer |
| 17 | 17 | Střely                                              | 25 | Rozhodčí: Robert Čech Tomáš Kučera Čároví: Jiří Gebauer Vít Lederer |

| 22. listopadu 2016 17:00 | HC Vítkovice Ridera | 2 : 1 (0:0, 2:0, 0:1) | HC Kometa Brno | Ostravar Aréna, Vítkovice Návštěvnost: 5 114 |  |

| Report                                                         |                                                                |             |                                |                                                                     |
| Patrik Bartošák                                                | Patrik Bartošák                                                | Brankáři    | Karel Vejmelka                 | Rozhodčí: Aleš Auer Robin Šír Čároví: Vít Lederer Rudolf Tošenovjan |
| Tomi (Illéš, Svoboda) 25:07' Kolouch (Kucsera, Svoboda) 35:20' | Tomi (Illéš, Svoboda) 25:07' Kolouch (Kucsera, Svoboda) 35:20' | 1:0 2:0 2:1 | 56:23' Gulaši (Trška, Vincour) | Rozhodčí: Aleš Auer Robin Šír Čároví: Vít Lederer Rudolf Tošenovjan |
| 10 min                                                         | 10 min                                                         | Tresty      | 16 min                         | Rozhodčí: Aleš Auer Robin Šír Čároví: Vít Lederer Rudolf Tošenovjan |
| 30                                                             | 30                                                             | Střely      | 28                             | Rozhodčí: Aleš Auer Robin Šír Čároví: Vít Lederer Rudolf Tošenovjan |

| 11. listopadu 2016 18:00 | HC Kometa Brno | 8 : 2 (1:0, 2:0, 5:2) | HC Energie Karlovy Vary | DRFG Arena, Brno Návštěvnost: 7 700 (vyprodáno) |  |

| Report | |                                         |                                              |                                                                            |
| Marek Čiliak | Marek Čiliak | Brankáři                                | David Honzík                                 | Rozhodčí: Andreas Harnebring Pavel Burda Čároví: Vít Komárek Jiří Ondráček |
| Zaťovič (M. Erat, Štencel) 18:18' Nečas (Zaťovič, M. Erat) 30:30' Kvapil (Gulaši, M. Erat) 37:55' Čermák (Vincour, Trška) 45:28' Novák 47:33' Čermák (Vincour) 53:04' Zaťovič (V. Němec, Štencel) 55:41' Čermák (Káňa, Malec) 56:21' | Zaťovič (M. Erat, Štencel) 18:18' Nečas (Zaťovič, M. Erat) 30:30' Kvapil (Gulaši, M. Erat) 37:55' Čermák (Vincour, Trška) 45:28' Novák 47:33' Čermák (Vincour) 53:04' Zaťovič (V. Němec, Štencel) 55:41' Čermák (Káňa, Malec) 56:21' | 1:0 2:0 3:0 4:0 5:0 5:1 6:1 7:1 8:1 8:2 | 47:57' Flek (Rýgl) 57:48' Mikulík (Harkabus) | Rozhodčí: Andreas Harnebring Pavel Burda Čároví: Vít Komárek Jiří Ondráček |
| 2 min | 2 min | Tresty                                  | 10 min                                       | Rozhodčí: Andreas Harnebring Pavel Burda Čároví: Vít Komárek Jiří Ondráček |
| 36 | 36 | Střely                                  | 21                                           | Rozhodčí: Andreas Harnebring Pavel Burda Čároví: Vít Komárek Jiří Ondráček |

| 13. listopadu 2016 17:30 | HC Verva Litvínov | 3 : 2 PP (0:1, 2:0, 0:1 – 1:0) | HC Kometa Brno | Zimní stadion Ivana Hlinky, Litvínov Návštěvnost: 5 235 |  |

| Report                                                                        |                                                                               |                     |                                                |                                                                        |
| Jaroslav Janus                                                                | Jaroslav Janus                                                                | Brankáři            | Karel Vejmelka                                 | Rozhodčí: Miroslav Peňáz Jan Hribik Čároví: Daniel Hynek Jiří Rozlílek |
| Hübl (Gerhát) 29:22' Hanzl (Pavelka, Hanzl) 38:02' Kubát (Lukeš, Hübl) 63:36' | Hübl (Gerhát) 29:22' Hanzl (Pavelka, Hanzl) 38:02' Kubát (Lukeš, Hübl) 63:36' | 0:1 1:1 2:1 2:2 3:2 | 19:23' Haščák 45:06' Nečas (M. Erat, O. Němec) | Rozhodčí: Miroslav Peňáz Jan Hribik Čároví: Daniel Hynek Jiří Rozlílek |
| 12 min                                                                        | 12 min                                                                        | Tresty              | 14 min                                         | Rozhodčí: Miroslav Peňáz Jan Hribik Čároví: Daniel Hynek Jiří Rozlílek |
| 33                                                                            | 33                                                                            | Střely              | 18                                             | Rozhodčí: Miroslav Peňáz Jan Hribik Čároví: Daniel Hynek Jiří Rozlílek |

| 15. listopadu 2016 18:00 | HC Kometa Brno | 2 : 3 (0:0, 1:1, 1:2) | HC Dynamo Pardubice | DRFG Arena, Brno Návštěvnost: 7 700 (vyprodáno) |  |

| Report                                                          |                                                                 |                     |                                                                                        |                                                              |
| Marek Čiliak                                                    | Marek Čiliak                                                    | Brankáři            | Brandon Maxwell                                                                        | Rozhodčí: Aleš Auer Robin Šír Čároví: Jiří Flegl Filip Klupa |
| Káňa (Vincour, Trška) 22:06' Zaťovič (O. Němec, M. Erat) 59:18' | Káňa (Vincour, Trška) 22:06' Zaťovič (O. Němec, M. Erat) 59:18' | 0:1 1:1 1:2 1:3 2:3 | 22:06' Tomášek (Bárta) 44:52' Sýkora (Schaus, Nahodil) 58:23' Tomášek (Sýkora, Schaus) | Rozhodčí: Aleš Auer Robin Šír Čároví: Jiří Flegl Filip Klupa |
| 2 min                                                           | 2 min                                                           | Tresty              | 4 min                                                                                  | Rozhodčí: Aleš Auer Robin Šír Čároví: Jiří Flegl Filip Klupa |
| 30                                                              | 30                                                              | Střely              | 15                                                                                     | Rozhodčí: Aleš Auer Robin Šír Čároví: Jiří Flegl Filip Klupa |

| 29. listopadu 2016 18:30 | HC Sparta Praha | 3 : 2 (2:0, 0:2, 1:0) | HC Kometa Brno | O2 arena, Praha Návštěvnost: 12 025 |  |

| Report                                                                   |                                                                          |                     |                                          |                                                                |
| Tomáš Pöpperle                                                           | Tomáš Pöpperle                                                           | Brankáři            | Karel Vejmelka                           | Rozhodčí: Aleš Auer Robin Šír Čároví: Jakub Frodl Kamil Zavřel |
| Kudrna (Hlinka) 08:29' Mikuš (Vrána) 14:40' Uher (Cingeľ, Kudrna) 54:41' | Kudrna (Hlinka) 08:29' Mikuš (Vrána) 14:40' Uher (Cingeľ, Kudrna) 54:41' | 1:0 2:0 2:1 2:2 3:2 | 26:12' Kováčik (Štencel) 31:06' V. Němec | Rozhodčí: Aleš Auer Robin Šír Čároví: Jakub Frodl Kamil Zavřel |
| 10 min                                                                   | 10 min                                                                   | Tresty              | 8 min                                    | Rozhodčí: Aleš Auer Robin Šír Čároví: Jakub Frodl Kamil Zavřel |
| 31                                                                       | 31                                                                       | Střely              | 24                                       | Rozhodčí: Aleš Auer Robin Šír Čároví: Jakub Frodl Kamil Zavřel |

| 20. listopadu 2016 17:20 | HC Kometa Brno | 3 : 2 SN (0:1, 1:1, 1:0 – 0:0 – 1:0) | HC Oceláři Třinec | DRFG Arena, Brno Návštěvnost: 7 700 (vyprodáno) |  |

| Report                                                                    |                                                                           |                                        |                                                                  |                                                                       |
| Karel Vejmelka                                                            | Karel Vejmelka                                                            | Brankáři                               | Peter Hamerlík                                                   | Rozhodčí: Vjačeslav Bulanov Jan Hribik Čároví: Jan Hozman Petr Kotlík |
| Kvapil (M. Erat, Čermák) 32:07' Kvapil (O. Němec, M. Erat) 50:33' Vincour | Kvapil (M. Erat, Čermák) 32:07' Kvapil (O. Němec, M. Erat) 50:33' Vincour | 0:1 1:1 1:2 2:2 Samostatné nájezdy 1:0 | 04:18' Rákos (Roth, Linhart) 33:14' Sýkora (Petružálek, Doudera) | Rozhodčí: Vjačeslav Bulanov Jan Hribik Čároví: Jan Hozman Petr Kotlík |
| 2 min                                                                     | 2 min                                                                     | Tresty                                 | 18 min                                                           | Rozhodčí: Vjačeslav Bulanov Jan Hribik Čároví: Jan Hozman Petr Kotlík |
| 29                                                                        | 29                                                                        | Střely                                 | 28                                                               | Rozhodčí: Vjačeslav Bulanov Jan Hribik Čároví: Jan Hozman Petr Kotlík |

| 25. listopadu 2016 18:00 | Bílí Tygři Liberec | 4 : 3 PP (1:3, 1:0, 1:0 – 1:0) | HC Kometa Brno | Home Credit Arena, Liberec Návštěvnost: 7 262 |  |

| Report | |                             |                                                                             |                                                                            |
| Roman Will | Roman Will | Brankáři                    | Marek Čiliak                                                                | Rozhodčí: Tomáš Kučera Oldřich Hejduk Čároví: Stanislav Barvíř Petr Blümel |
| Jelínek (Radivojevič, Bulíř) 14:49' Vitásek (Krenželok, Jánošík) 21:25' Svačina (Lakatoš) 47:01' Lakatoš (Bartovič, Vitásek) 62:29' | Jelínek (Radivojevič, Bulíř) 14:49' Vitásek (Krenželok, Jánošík) 21:25' Svačina (Lakatoš) 47:01' Lakatoš (Bartovič, Vitásek) 62:29' | 0:1 0:2 0:3 1:3 2:3 3:3 4:3 | 03:10' H. Zohorna (V. Němec) 05:25' Kováčik (Nečas) 08:10' Kováčik (Gulaši) | Rozhodčí: Tomáš Kučera Oldřich Hejduk Čároví: Stanislav Barvíř Petr Blümel |
| 10 min | 10 min | Tresty                      | 8 min                                                                       | Rozhodčí: Tomáš Kučera Oldřich Hejduk Čároví: Stanislav Barvíř Petr Blümel |
| 33 | 33 | Střely                      | 26                                                                          | Rozhodčí: Tomáš Kučera Oldřich Hejduk Čároví: Stanislav Barvíř Petr Blümel |

| 27. listopadu 2016 17:00 | HC Kometa Brno | 3 : 0 (2:0, 1:0, 0:0) | Piráti Chomutov | DRFG Arena, Brno Návštěvnost: 7 700 (vyprodáno) |  |

| Report                                                                                      |                                                                                             |             |          |                                                                      |
| Karel Vejmelka                                                                              | Karel Vejmelka                                                                              | Brankáři    | Ján Laco | Rozhodčí: Robert Čech Vladimír Pešina Čároví: Jiří Flegl Filip Klupa |
| Čermák (Kvapil, Dočekal) 09:43' Zaťovič (V. Němec) 14:53' Vincour (Zaťovič, Štencel) 26:53' | Čermák (Kvapil, Dočekal) 09:43' Zaťovič (V. Němec) 14:53' Vincour (Zaťovič, Štencel) 26:53' | 1:0 2:0 3:0 |          | Rozhodčí: Robert Čech Vladimír Pešina Čároví: Jiří Flegl Filip Klupa |
| 2 min                                                                                       | 2 min                                                                                       | Tresty      | 8 min    | Rozhodčí: Robert Čech Vladimír Pešina Čároví: Jiří Flegl Filip Klupa |
| 34                                                                                          | 34                                                                                          | Střely      | 13       | Rozhodčí: Robert Čech Vladimír Pešina Čároví: Jiří Flegl Filip Klupa |

| 2. prosince 2016 18:00 | HC Olomouc | 5 : 2 (1:1, 3:0, 1:1) | HC Kometa Brno | Zimní stadion Olomouc, Olomouc Návštěvnost: 5 500 (vyprodáno) |  |

| Report | |                             |                                                                  |                                                                                  |
| Branislav Konrád | Branislav Konrád | Brankáři                    | Karel Vejmelka                                                   | Rozhodčí: Oldřich Hejduk Martin Hlaváček Čároví: Marek Hlavatý Rudolf Tošenovjan |
| Strapáč (Ondrušek, Eberle) 16:43' J. Mikúš (Holec, T. Mikúš) 22:20' Skladaný (J. Mikúš, Vyrůbalík) 25:13' Herman (Burian) 35:19' Vyrůbalík (do prázdné branky) 58:23' | Strapáč (Ondrušek, Eberle) 16:43' J. Mikúš (Holec, T. Mikúš) 22:20' Skladaný (J. Mikúš, Vyrůbalík) 25:13' Herman (Burian) 35:19' Vyrůbalík (do prázdné branky) 58:23' | 1:0 1:1 2:1 3:1 4:1 4:2 5:2 | 17:51' M. Erat (Štencel, P. Němec) 41:30' Čermák (Gulaši, Trška) | Rozhodčí: Oldřich Hejduk Martin Hlaváček Čároví: Marek Hlavatý Rudolf Tošenovjan |
| 12 min | 12 min | Tresty                      | 12 min                                                           | Rozhodčí: Oldřich Hejduk Martin Hlaváček Čároví: Marek Hlavatý Rudolf Tošenovjan |
| 27 | 27 | Střely                      | 13                                                               | Rozhodčí: Oldřich Hejduk Martin Hlaváček Čároví: Marek Hlavatý Rudolf Tošenovjan |

#### 3. čtvrtina
| 4. prosince 2016 15:30 | PSG Zlín | 4 : 3 (3:0, 0:0, 1:3) | HC Kometa Brno | Zimní stadion Luďka Čajky, Zlín Návštěvnost: 5 222 |  |

| Report | |                             | |                                                                 |
| Libor Kašík                                                                                                | Libor Kašík                                                                                                | Brankáři                    | Marek Čiliak (od 3. minuty Karel Vejmelka)                                                            | Rozhodčí: Aleš Auer Jan Hribik Čároví: Jiří Gebauer Vít Lederer |
| Bukarts (Honejsek, Kubiš) 01:24' Holík (Bukarts) 02:28' Chytil (Kubiš, Gago) 12:13' Říčka (Marušák) 51:33' | Bukarts (Honejsek, Kubiš) 01:24' Holík (Bukarts) 02:28' Chytil (Kubiš, Gago) 12:13' Říčka (Marušák) 51:33' | 1:0 2:0 3:0 3:1 4:1 4:2 4:3 | 47:36' M. Erat (Kvapil, H. Zohorna) 52:21' Zaťovič (V. Němec, Dvořák) 58:57' Káňa (Vincour, V. Němec) | Rozhodčí: Aleš Auer Jan Hribik Čároví: Jiří Gebauer Vít Lederer |
| 12 min | 12 min | Tresty                      | 10 min                                                                                                | Rozhodčí: Aleš Auer Jan Hribik Čároví: Jiří Gebauer Vít Lederer |
| 20 | 20 | Střely                      | 32 | Rozhodčí: Aleš Auer Jan Hribik Čároví: Jiří Gebauer Vít Lederer |

| 9. prosince 2016 17:20 | HC Kometa Brno | 4 : 3 (2:1, 2:1, 0:1) | Mountfield HK | DRFG Arena, Brno Návštěvnost: 7 345 |  |

| Report | |                             | |                                                                         |
| Marek Čiliak                                                                                                   | Marek Čiliak                                                                                                   | Brankáři                    | Jaroslav Pavelka                                                                                     | Rozhodčí: Roman Mrkva Vladimír Pešina Čároví: Vít Komárek Jiří Ondráček |
| Zaťovič (V. Němec, Kováčik) 03:43' Vincour (Čermák) 04:20' Trška (Vincour, Čermák) 28:02' Nečas (Malec) 33:20' | Zaťovič (V. Němec, Kováčik) 03:43' Vincour (Čermák) 04:20' Trška (Vincour, Čermák) 28:02' Nečas (Malec) 33:20' | 1:0 2:0 2:1 3:1 4:1 4:2 4:3 | 07:25' Šimánek (Jarůšek, Džeriņš) 33:54' Vydarený (Picard, Jarůšek) 59:55' Picard (Štajnoch, Bednář) | Rozhodčí: Roman Mrkva Vladimír Pešina Čároví: Vít Komárek Jiří Ondráček |
| 4 min | 4 min | Tresty                      | 18 min                                                                                               | Rozhodčí: Roman Mrkva Vladimír Pešina Čároví: Vít Komárek Jiří Ondráček |
| 26 | 26 | Střely                      | 20                                                                                                   | Rozhodčí: Roman Mrkva Vladimír Pešina Čároví: Vít Komárek Jiří Ondráček |

| 11. prosince 2016 17:00 | HC Kometa Brno | 4 : 1 (2:0, 1:0, 1:1) | BK Mladá Boleslav | DRFG Arena, Brno Návštěvnost: 7 366 |  |

| Report | |                     |                        |                                                                          |
| Marek Čiliak (od 42. minuty Karel Vejmelka)                                                                    | Marek Čiliak (od 42. minuty Karel Vejmelka)                                                                    | Brankáři            | Jan Lukáš              | Rozhodčí: Petr Nedvěd Pavel Burda Čároví: Jaromír Bláha Stanislav Barvíř |
| Čermák (Káňa, Štencel) 01:44' V. Němec (Dočekal, Haščák) 11:38' Haščák (V. Němec) 34:26' Vincour (Káňa) 41:00' | Čermák (Káňa, Štencel) 01:44' V. Němec (Dočekal, Haščák) 11:38' Haščák (V. Němec) 34:26' Vincour (Káňa) 41:00' | 1:0 2:0 3:0 4:0 4:1 | 41:59' Pabiška (Urban) | Rozhodčí: Petr Nedvěd Pavel Burda Čároví: Jaromír Bláha Stanislav Barvíř |
| 10 min | 10 min | Tresty              | 18 min                 | Rozhodčí: Petr Nedvěd Pavel Burda Čároví: Jaromír Bláha Stanislav Barvíř |
| 21 | 21 | Střely              | 22                     | Rozhodčí: Petr Nedvěd Pavel Burda Čároví: Jaromír Bláha Stanislav Barvíř |

| 20. prosince 2016 17:20 | HC Škoda Plzeň | 2 : 1 PP (0:0, 0:1, 1:0 – 1:0) | HC Kometa Brno | Home Monitoring Aréna, Plzeň Návštěvnost: 3 859 |  |

| Report                                      |                                             |             |                                |                                                                          |
| Matěj Machovský                             | Matěj Machovský                             | Brankáři    | Karel Vejmelka                 | Rozhodčí: Oldřich Hejduk Roman Svoboda Čároví: David Jelínek Tomáš Pešek |
| Kratěna 43:29' Lev (Koreis, Frühauf) 61:23' | Kratěna 43:29' Lev (Koreis, Frühauf) 61:23' | 0:1 1:1 2:1 | 24:21' Štencel (Čermák, Trška) | Rozhodčí: Oldřich Hejduk Roman Svoboda Čároví: David Jelínek Tomáš Pešek |
| 29 min                                      | 29 min                                      | Tresty      | 6 min                          | Rozhodčí: Oldřich Hejduk Roman Svoboda Čároví: David Jelínek Tomáš Pešek |
| 21                                          | 21                                          | Střely      | 24                             | Rozhodčí: Oldřich Hejduk Roman Svoboda Čároví: David Jelínek Tomáš Pešek |

| 22. prosince 2016 18:00 | HC Kometa Brno | 1 : 2 SN (0:0, 0:0, 1:1 – 0:0 – 0:1) | HC Vítkovice Ridera | DRFG Arena, Brno Návštěvnost: 7 700 (vyprodáno) |  |

| Report         |                |                                |                                               |                                                                            |
| Karel Vejmelka | Karel Vejmelka | Brankáři                       | Patrik Bartošák (od 62. minuty Daniel Dolejš) | Rozhodčí: Robert Müllner Milan Novák Čároví: Andreas Nothegger Petr Kotlík |
| M. Erat 58:31' | M. Erat 58:31' | 0:1 1:1 Samostatné nájezdy 0:1 | 53:20' Tomi (Illéš) Olesz                     | Rozhodčí: Robert Müllner Milan Novák Čároví: Andreas Nothegger Petr Kotlík |
| 24 min         | 24 min         | Tresty                         | 54 min                                        | Rozhodčí: Robert Müllner Milan Novák Čároví: Andreas Nothegger Petr Kotlík |
| 31             | 31             | Střely                         | 28                                            | Rozhodčí: Robert Müllner Milan Novák Čároví: Andreas Nothegger Petr Kotlík |

| 26. prosince 2016 15:30 | HC Energie Karlovy Vary | 4 : 2 (0:0, 3:1, 1:1) | HC Kometa Brno | KV Arena, Karlovy Vary Návštěvnost: 4 253 |  |

| Report | |                         |                                                            |                                                                         |
| David Honzík | David Honzík | Brankáři                | Karel Vejmelka (od 32. minuty Pavel Jekel)                 | Rozhodčí: Petr Lacina Oliver Ryšánek Čároví: Jan Hozman Ondřej Kokrment |
| Tuominen (Mikulík, Benák) 23:13' Gríger (Rýgl) 23:20' Harkabus (Kindl, Gríger) 31:50' Gorčík (Vachovec, Skuhravý, do prázdné branky) 59:45' | Tuominen (Mikulík, Benák) 23:13' Gríger (Rýgl) 23:20' Harkabus (Kindl, Gríger) 31:50' Gorčík (Vachovec, Skuhravý, do prázdné branky) 59:45' | 0:1 1:1 2:1 3:1 3:2 4:2 | 20:37' O. Němec (M. Erat, Kvapil) 57:47' Vincour (Štencel) | Rozhodčí: Petr Lacina Oliver Ryšánek Čároví: Jan Hozman Ondřej Kokrment |
| 22 min | 22 min | Tresty                  | 8 min                                                      | Rozhodčí: Petr Lacina Oliver Ryšánek Čároví: Jan Hozman Ondřej Kokrment |
| 23 | 23 | Střely                  | 29                                                         | Rozhodčí: Petr Lacina Oliver Ryšánek Čároví: Jan Hozman Ondřej Kokrment |

| 28. prosince 2016 18:00 | HC Kometa Brno | 2 : 1 (2:0, 0:1, 0:0) | HC Verva Litvínov | DRFG Arena, Brno Návštěvnost: 7 700 (vyprodáno) |  |

| Report                                               |                                                      |             |                             |                                                                  |
| Pavel Jekel                                          | Pavel Jekel                                          | Brankáři    | Jaroslav Janus              | Rozhodčí: Robert Čech Aleš Auer Čároví: Tomáš Brejcha Josef Špůr |
| Dočekal (Vincour, Štencel) 01:35' Kvapil (TS) 07:04' | Dočekal (Vincour, Štencel) 01:35' Kvapil (TS) 07:04' | 1:0 2:0 2:1 | 28:56' Pilař (Sörvik, Hübl) | Rozhodčí: Robert Čech Aleš Auer Čároví: Tomáš Brejcha Josef Špůr |
| 8 min                                                | 8 min                                                | Tresty      | 8 min                       | Rozhodčí: Robert Čech Aleš Auer Čároví: Tomáš Brejcha Josef Špůr |
| 30                                                   | 30                                                   | Střely      | 29                          | Rozhodčí: Robert Čech Aleš Auer Čároví: Tomáš Brejcha Josef Špůr |

| 30. prosince 2016 18:00 | HC Dynamo Pardubice | 1 : 3 (0:2, 1:0, 0:1) | HC Kometa Brno | Tipsport Arena, Pardubice Návštěvnost: 10 016 |  |

| Report               |                      |                 |                                                                                               |                                                                            |
| Martin Růžička       | Martin Růžička       | Brankáři        | Pavel Jekel                                                                                   | Rozhodčí: Martin Hlaváček Oldřich Hejduk Čároví: Petr Kotlík Jaromír Bláha |
| Schaus (Kaut) 39:27' | Schaus (Kaut) 39:27' | 0:1 0:2 1:2 1:3 | 16:42' Kvapil (H. Zohorna, O. Němec) 18:35' V. Němec (Haščák) 53:45' V. Němec (Kvapil, Trška) | Rozhodčí: Martin Hlaváček Oldřich Hejduk Čároví: Petr Kotlík Jaromír Bláha |
| 18 min               | 18 min               | Tresty          | 10 min                                                                                        | Rozhodčí: Martin Hlaváček Oldřich Hejduk Čároví: Petr Kotlík Jaromír Bláha |
| 24                   | 24                   | Střely          | 31                                                                                            | Rozhodčí: Martin Hlaváček Oldřich Hejduk Čároví: Petr Kotlík Jaromír Bláha |

| 3. ledna 2017 19:00 | HC Kometa Brno | 2 : 5 (1:2, 0:2, 1:1) | HC Sparta Praha | DRFG Arena, Brno Návštěvnost: 7 700 (vyprodáno) |  |

| Report                                   |                                          |                             | |                                                                         |
| Pavel Jekel (od 33. minuty Marek Čiliak) | Pavel Jekel (od 33. minuty Marek Čiliak) | Brankáři                    | Tomáš Pöpperle | Rozhodčí: Petr Nedvěd Roman Mrkva Čároví: Filip Klupa Andreas Nothegger |
| H. Zohorna 14:03' O. Němec 46:37'        | H. Zohorna 14:03' O. Němec 46:37'        | 0:1 0:2 1:2 1:3 1:4 2:4 2:5 | 01:56' Řepík (Pech, Eminger) 04:57' Ihnacak (Forman) 27:25' Netík (Forman, Řepík) 32:44' Cingeľ 54:53' Uher (Forman) | Rozhodčí: Petr Nedvěd Roman Mrkva Čároví: Filip Klupa Andreas Nothegger |
| 8 min                                    | 8 min                                    | Tresty                      | 6 min | Rozhodčí: Petr Nedvěd Roman Mrkva Čároví: Filip Klupa Andreas Nothegger |
| 22                                       | 22                                       | Střely                      | 33 | Rozhodčí: Petr Nedvěd Roman Mrkva Čároví: Filip Klupa Andreas Nothegger |

| 6. ledna 2017 17:00 | HC Oceláři Třinec | 4 : 1 (1:0, 1:0, 2:1) | HC Kometa Brno | Werk Arena, Třinec Návštěvnost: 5 200 |  |

| Report                                                                        |                                                                               |                     |                                  |                                                                         |
| Šimon Hrubec                                                                  | Šimon Hrubec                                                                  | Brankáři            | Karel Vejmelka                   | Rozhodčí: Robert Čech Aleš Auer Čároví: Marek Hlavatý Rudolf Tošenovjan |
| Nosek 13:59' Hrňa 34:25' Irgl (Roth) 50:28' Špirko (do prázdné branky) 58:45' | Nosek 13:59' Hrňa 34:25' Irgl (Roth) 50:28' Špirko (do prázdné branky) 58:45' | 1:0 2:0 2:1 3:1 4:1 | 46:04' Čermák (Kováčik, Vincour) | Rozhodčí: Robert Čech Aleš Auer Čároví: Marek Hlavatý Rudolf Tošenovjan |
| 14 min                                                                        | 14 min                                                                        | Tresty              | 39 min                           | Rozhodčí: Robert Čech Aleš Auer Čároví: Marek Hlavatý Rudolf Tošenovjan |
| 32                                                                            | 32                                                                            | Střely              | 24                               | Rozhodčí: Robert Čech Aleš Auer Čároví: Marek Hlavatý Rudolf Tošenovjan |

| 8. ledna 2017 17:20 | HC Kometa Brno | 3 : 0 (1:0, 0:0, 2:0) | Bílí Tygři Liberec | DRFG Arena, Brno Návštěvnost: 7 504 |  |

| Report                                                                                                | |             |           |                                                                     |
| Karel Vejmelka                                                                                        | Karel Vejmelka                                                                                        | Brankáři    | Ján Lašák | Rozhodčí: Pavel Burda Štěpán Souček Čároví: Jan Hozman Jiří Svoboda |
| Vincour (Čermák, Kováčik) 04:30' H. Zohorna (Vincour, Haščák) 54:17' Gulaši (Kvapil, Dostálek) 55:09' | Vincour (Čermák, Kováčik) 04:30' H. Zohorna (Vincour, Haščák) 54:17' Gulaši (Kvapil, Dostálek) 55:09' | 1:0 2:0 3:0 |           | Rozhodčí: Pavel Burda Štěpán Souček Čároví: Jan Hozman Jiří Svoboda |
| 12 min                                                                                                | 12 min                                                                                                | Tresty      | 50 min    | Rozhodčí: Pavel Burda Štěpán Souček Čároví: Jan Hozman Jiří Svoboda |
| 30 | 30 | Střely      | 22        | Rozhodčí: Pavel Burda Štěpán Souček Čároví: Jan Hozman Jiří Svoboda |

| 13. ledna 2017 17:30 | Piráti Chomutov | 6 : 3 (2:0, 2:2, 2:1) | HC Kometa Brno | SD ARÉNA, Chomutov Návštěvnost: 4 884 |  |

| Report | |                                     |                                                                                        |                                                                          |
| Ján Laco | Ján Laco | Brankáři                            | Karel Vejmelka                                                                         | Rozhodčí: Oliver Ryšánek Miroslav Peňáz Čároví: Tomáš Gerát Daniel Hynek |
| Růžička (Sklenář) 04:07' Růžička (Kudělka, Sklenář) 09:04' Tomica 24:20' Vondrka 30:18' Rutta (Kämpf, Koblasa) 45:37' Růžička (Sklenář, Rutta) 46:52' | Růžička (Sklenář) 04:07' Růžička (Kudělka, Sklenář) 09:04' Tomica 24:20' Vondrka 30:18' Rutta (Kämpf, Koblasa) 45:37' Růžička (Sklenář, Rutta) 46:52' | 1:0 2:0 2:1 3:1 3:2 4:2 5:2 6:2 6:3 | 22:55' Haščák 25:17' R. Zohorna (H. Zohorna, Kováčik) 59:10' Gulaši (O. Němec, Haščák) | Rozhodčí: Oliver Ryšánek Miroslav Peňáz Čároví: Tomáš Gerát Daniel Hynek |
| 16 min | 16 min | Tresty                              | 8 min                                                                                  | Rozhodčí: Oliver Ryšánek Miroslav Peňáz Čároví: Tomáš Gerát Daniel Hynek |
| 26 | 26 | Střely                              | 25                                                                                     | Rozhodčí: Oliver Ryšánek Miroslav Peňáz Čároví: Tomáš Gerát Daniel Hynek |

| 15. ledna 2017 17:20 | HC Kometa Brno | 1 : 3 (1:1, 0:1, 0:1) | HC Olomouc | DRFG Arena, Brno Návštěvnost: 7 314 |  |

| Report                |                       |                 |                                                                                              |                                                                  |
| Marek Čiliak          | Marek Čiliak          | Brankáři        | Branislav Konrád                                                                             | Rozhodčí: Jan Hribik Robin Šír Čároví: David Jelínek Tomáš Pešek |
| Trška (Čermák) 02:22' | Trška (Čermák) 02:22' | 1:0 1:1 1:2 1:3 | 08:08' Skladaný (J. Mikúš, Vyrůbalík) 23:18' Laš (Knotek, Vyrůbalík) 50:16' Holec (T. Mikúš) | Rozhodčí: Jan Hribik Robin Šír Čároví: David Jelínek Tomáš Pešek |
| 10 min                | 10 min                | Tresty          | 10 min                                                                                       | Rozhodčí: Jan Hribik Robin Šír Čároví: David Jelínek Tomáš Pešek |
| 33                    | 33                    | Střely          | 19                                                                                           | Rozhodčí: Jan Hribik Robin Šír Čároví: David Jelínek Tomáš Pešek |

#### 4. čtvrtina
| 20. ledna 2017 18:00 | HC Kometa Brno | 2 : 4 (1:0, 0:1, 1:3) | PSG Zlín | DRFG Arena, Brno Návštěvnost: 7 700 (vyprodáno) |  |

| Report                                                     |                                                            |                         | |                                                                              |
| Marek Čiliak                                               | Marek Čiliak                                               | Brankáři                | Libor Kašík | Rozhodčí: Robert Čech Oldřich Hejduk Čároví: Marek Hlavatý Rudolf Tošenovjan |
| Haščák (Vincour, Král) 03:04' Káňa (Trška, Vincour) 56:01' | Haščák (Vincour, Král) 03:04' Káňa (Trška, Vincour) 56:01' | 1:0 1:1 1:2 1:3 2:3 2:4 | 33:07' Říčka (Blaťák, Holík) 44:20' Kotvan (Marušák, Holík) 49:29' Holík (Šťastný) 59:34' Řezníček (do prázdné branky) | Rozhodčí: Robert Čech Oldřich Hejduk Čároví: Marek Hlavatý Rudolf Tošenovjan |
| 4 min                                                      | 4 min                                                      | Tresty                  | 4 min | Rozhodčí: Robert Čech Oldřich Hejduk Čároví: Marek Hlavatý Rudolf Tošenovjan |
| 25                                                         | 25                                                         | Střely                  | 34 | Rozhodčí: Robert Čech Oldřich Hejduk Čároví: Marek Hlavatý Rudolf Tošenovjan |

| 22. ledna 2017 17:00 | Mountfield HK | 3 : 4 PP (1:0, 0:2, 2:1 – 0:1) | HC Kometa Brno | Fortuna aréna, Hradec Králové Návštěvnost: 6 103 |  |

| Report                                                                          |                                                                                 |                             | |                                                                           |
| Patrik Rybár                                                                    | Patrik Rybár                                                                    | Brankáři                    | Marek Čiliak                                                                                                  | Rozhodčí: Martin Hlaváček Miroslav Peňáz Čároví: Jaromír Bláha Josef Špůr |
| Bednář (Gregorc) 03:00' Gregorc (Bednář) 54:05' Köhler (Jarůšek, Bednář) 55:37' | Bednář (Gregorc) 03:00' Gregorc (Bednář) 54:05' Köhler (Jarůšek, Bednář) 55:37' | 1:0 1:1 1:2 1:3 2:3 3:3 3:4 | 28:04' H. Zohorna (Kvapil, V. Němec) 36:55' H. Zohorna (Trška, V. Němec) 49:23' H. Zohorna 63:15' Haščák (TS) | Rozhodčí: Martin Hlaváček Miroslav Peňáz Čároví: Jaromír Bláha Josef Špůr |
| 10 min                                                                          | 10 min                                                                          | Tresty                      | 39 min | Rozhodčí: Martin Hlaváček Miroslav Peňáz Čároví: Jaromír Bláha Josef Špůr |
| 29                                                                              | 29                                                                              | Střely                      | 23 | Rozhodčí: Martin Hlaváček Miroslav Peňáz Čároví: Jaromír Bláha Josef Špůr |

| 27. ledna 2017 17:30 | BK Mladá Boleslav | 1 : 0 (0:0, 0:0, 1:0) | HC Kometa Brno | ŠKO-ENERGO Aréna, Mladá Boleslav Návštěvnost: 3 650 |  |

| Report                |                       |          |              |                                                                      |
| Brandon Maxwell       | Brandon Maxwell       | Brankáři | Marek Čiliak | Rozhodčí: Aleš Auer Zbyněk Kubičík Čároví: David Jelínek Tomáš Pešek |
| Žejdl (Klepiš) 44:32' | Žejdl (Klepiš) 44:32' | 1:0      |              | Rozhodčí: Aleš Auer Zbyněk Kubičík Čároví: David Jelínek Tomáš Pešek |
| 2 min                 | 2 min                 | Tresty   | 4 min        | Rozhodčí: Aleš Auer Zbyněk Kubičík Čároví: David Jelínek Tomáš Pešek |
| 22                    | 22                    | Střely   | 28           | Rozhodčí: Aleš Auer Zbyněk Kubičík Čároví: David Jelínek Tomáš Pešek |

| 29. ledna 2017 17:00 | HC Kometa Brno | 2 : 3 PP (1:1, 0:1, 1:0 – 0:1) | HC Škoda Plzeň | DRFG Arena, Brno Návštěvnost: 7 565 |  |

| Report                                 |                                        |                     |                                                                          |                                                                        |
| Marek Čiliak                           | Marek Čiliak                           | Brankáři            | Matěj Machovský                                                          | Rozhodčí: Jozef Kubuš Robert Müllner Čároví: Vít Komárek Jiří Ondráček |
| O. Němec (Kvapil) 07:15' Mallet 41:13' | O. Němec (Kvapil) 07:15' Mallet 41:13' | 1:0 1:1 1:2 2:2 2:3 | 08:16' Lev (Kadlec, Machovský) 20:37' Kubalík 60:40' Pulpán (Preisinger) | Rozhodčí: Jozef Kubuš Robert Müllner Čároví: Vít Komárek Jiří Ondráček |
| 4 min                                  | 4 min                                  | Tresty              | 12 min                                                                   | Rozhodčí: Jozef Kubuš Robert Müllner Čároví: Vít Komárek Jiří Ondráček |
| 37                                     | 37                                     | Střely              | 23                                                                       | Rozhodčí: Jozef Kubuš Robert Müllner Čároví: Vít Komárek Jiří Ondráček |

| 3. února 2017 17:00 | HC Vítkovice Ridera | 3 : 2 PP (1:1, 1:0, 0:1 – 1:0) | HC Kometa Brno | Ostravar Aréna, Vítkovice Návštěvnost: 8 042 |  |

| Report                                                                                  |                                                                                         |                     |                                                           |                                                                              |
| Patrik Bartošák                                                                         | Patrik Bartošák                                                                         | Brankáři            | Marek Čiliak (od 21. minuty Karel Vejmelka)               | Rozhodčí: Oldřich Hejduk Roman Mrkva Čároví: Marek Hlavatý Rudolf Tošenovjan |
| Tybor (Kucsera, Sloboda) 19:04' Stastny (Baranka, Olesz) 20:42' Květoň (Kucsera) 61:25' | Tybor (Kucsera, Sloboda) 19:04' Stastny (Baranka, Olesz) 20:42' Květoň (Kucsera) 61:25' | 0:1 1:1 2:1 2:2 3:2 | 16:06' Káňa (Čermák) 51:16' H. Zohorna (Kvapil, Brabenec) | Rozhodčí: Oldřich Hejduk Roman Mrkva Čároví: Marek Hlavatý Rudolf Tošenovjan |
| 8 min                                                                                   | 8 min                                                                                   | Tresty              | 10 min                                                    | Rozhodčí: Oldřich Hejduk Roman Mrkva Čároví: Marek Hlavatý Rudolf Tošenovjan |
| 24                                                                                      | 24                                                                                      | Střely              | 38                                                        | Rozhodčí: Oldřich Hejduk Roman Mrkva Čároví: Marek Hlavatý Rudolf Tošenovjan |

| 5. února 2017 17:00 | HC Kometa Brno | 3 : 2 PP (1:0, 1:0, 0:2 – 1:0) | HC Energie Karlovy Vary | DRFG Arena, Brno Návštěvnost: 7 351 |  |

| Report                                                     |                                                            |                     |                                                                     |                                                                               |
| Karel Vejmelka                                             | Karel Vejmelka                                             | Brankáři            | Tomáš Závorka                                                       | Rozhodčí: Oliver Ryšánek Vladimír Pešina Čároví: Stanislav Barvíř Petr Blümel |
| Hruška 15:23' Hruška (Káňa, O. Němec) 22:36' Hruška 61:28' | Hruška 15:23' Hruška (Káňa, O. Němec) 22:36' Hruška 61:28' | 1:0 2:0 2:1 2:2 3:2 | 42:09' Stloukal (Flek, Baldajev) 53:46' Vachovec (Skuhravý, Gorčík) | Rozhodčí: Oliver Ryšánek Vladimír Pešina Čároví: Stanislav Barvíř Petr Blümel |
| 57 min                                                     | 57 min                                                     | Tresty              | 24 min                                                              | Rozhodčí: Oliver Ryšánek Vladimír Pešina Čároví: Stanislav Barvíř Petr Blümel |
| 31                                                         | 31                                                         | Střely              | 25                                                                  | Rozhodčí: Oliver Ryšánek Vladimír Pešina Čároví: Stanislav Barvíř Petr Blümel |

| 15. února 2017 17:20 | HC Verva Litvínov | 5 : 3 (0:2, 2:1, 3:0) | HC Kometa Brno | Zimní stadion Ivana Hlinky, Litvínov Návštěvnost: 4 135 |  |

| Report | |                                 | |                                                                 |
| Jaroslav Janus | Jaroslav Janus | Brankáři                        | Karel Vejmelka                                                                                     | Rozhodčí: Jan Hribik V. Bulanov Čároví: Jan Hozman Jiří Svoboda |
| Pilař (Sörvik) 26:19' Martynek 38:56' Černý (R. Hanzl, Pavlík) 48:37' M. Hanzl (R. Hanzl) 53:02' Pilař (Gerhát, do prázdné branky) 59:47' | Pilař (Sörvik) 26:19' Martynek 38:56' Černý (R. Hanzl, Pavlík) 48:37' M. Hanzl (R. Hanzl) 53:02' Pilař (Gerhát, do prázdné branky) 59:47' | 0:1 0:2 1:2 1:3 2:3 3:3 4:3 5:3 | 02:24' Kvapil (M. Erat, O. Němec) 19:47' Nečas (H. Zohorna) 34:54' R. Zohorna (Vondráček, Dočekal) | Rozhodčí: Jan Hribik V. Bulanov Čároví: Jan Hozman Jiří Svoboda |
| 8 min | 8 min | Tresty                          | 10 min                                                                                             | Rozhodčí: Jan Hribik V. Bulanov Čároví: Jan Hozman Jiří Svoboda |
| 32 | 32 | Střely                          | 22                                                                                                 | Rozhodčí: Jan Hribik V. Bulanov Čároví: Jan Hozman Jiří Svoboda |

| 17. února 2017 18:00 | HC Kometa Brno | 4 : 1 (1:0, 2:0, 1:1) | HC Dynamo Pardubice | DRFG Arena, Brno Návštěvnost: 7 612 |  |

| Report | |                     |                             |                                                                        |
| Karel Vejmelka | Karel Vejmelka | Brankáři            | Jaroslav Hübl               | Rozhodčí: Petr Nedvěd Mikko Kaukokari Čároví: Jakub Frodl Kamil Zavřel |
| Vondráček (Haščák) 05:36' H. Zohorna (Hruška, M. Erat) 33:42' Haščák (Dočekal, Vondráček) 34:03' Vincour (Gulaši, Kováčik) 40:45' | Vondráček (Haščák) 05:36' H. Zohorna (Hruška, M. Erat) 33:42' Haščák (Dočekal, Vondráček) 34:03' Vincour (Gulaši, Kováčik) 40:45' | 1:0 2:0 3:0 4:0 4:1 | 50:32' Nahodil (Trončinský) | Rozhodčí: Petr Nedvěd Mikko Kaukokari Čároví: Jakub Frodl Kamil Zavřel |
| 12 min | 12 min | Tresty              | 10 min                      | Rozhodčí: Petr Nedvěd Mikko Kaukokari Čároví: Jakub Frodl Kamil Zavřel |
| 31 | 31 | Střely              | 21                          | Rozhodčí: Petr Nedvěd Mikko Kaukokari Čároví: Jakub Frodl Kamil Zavřel |

| 19. února 2017 17:00 | HC Sparta Praha | 4 : 0 (2:0, 0:0, 2:0) | HC Kometa Brno | O2 arena, Praha Návštěvnost: 11 974 |  |

| Report | |                 |                |                                                                       |
| Tomáš Pöpperle (od 37. minuty Filip Novotný)                                                                             | Tomáš Pöpperle (od 37. minuty Filip Novotný)                                                                             | Brankáři        | Karel Vejmelka | Rozhodčí: Oldřich Hejduk Miroslav Peňáz Čároví: Josef Špůr Jan Hozman |
| Pech (Hlinka, Mikuš) 03:55' Pech (Forman, Kumstát) 12:22' Forman (Kalina, Piskáček) 45:59' Klimek (Řepík, Hlinka) 50:54' | Pech (Hlinka, Mikuš) 03:55' Pech (Forman, Kumstát) 12:22' Forman (Kalina, Piskáček) 45:59' Klimek (Řepík, Hlinka) 50:54' | 1:0 2:0 3:0 4:0 |                | Rozhodčí: Oldřich Hejduk Miroslav Peňáz Čároví: Josef Špůr Jan Hozman |
| 33 min | 33 min | Tresty          | 10 min         | Rozhodčí: Oldřich Hejduk Miroslav Peňáz Čároví: Josef Špůr Jan Hozman |
| 27 | 27 | Střely          | 22             | Rozhodčí: Oldřich Hejduk Miroslav Peňáz Čároví: Josef Špůr Jan Hozman |

| 24. února 2017 18:00 | HC Kometa Brno | 2 : 5 (1:2, 0:2, 1:1) | HC Oceláři Třinec | DRFG Arena, Brno Návštěvnost: 7 700 (vyprodáno) |  |

| Report                                                 |                                                        |                             | |                                                                        |
| Karel Vejmelka (od 27. minuty Marek Čiliak)            | Karel Vejmelka (od 27. minuty Marek Čiliak)            | Brankáři                    | Šimon Hrubec | Rozhodčí: Petr Nedvěd Pavel Burda Čároví: Petr Blümel Stanislav Barvíř |
| H. Zohorna (Mallet) 01:38' Vondráček (V. Němec) 55:25' | H. Zohorna (Mallet) 01:38' Vondráček (V. Němec) 55:25' | 1:0 1:1 1:2 1:3 1:4 1:5 2:5 | 05:34' Marosz (Roth, Hrňa) 17:06' Krajíček (Kane) 26:52' Petružálek (Linhart, Klimenta) 34:15' Kreps (Petružálek) 50:10' Dravecký (Rákos) | Rozhodčí: Petr Nedvěd Pavel Burda Čároví: Petr Blümel Stanislav Barvíř |
| 24 min                                                 | 24 min                                                 | Tresty                      | 30 min | Rozhodčí: Petr Nedvěd Pavel Burda Čároví: Petr Blümel Stanislav Barvíř |
| 28                                                     | 28                                                     | Střely                      | 30 | Rozhodčí: Petr Nedvěd Pavel Burda Čároví: Petr Blümel Stanislav Barvíř |

| 26. února 2017 16:00 | Bílí Tygři Liberec | 1 : 2 (0:0, 0:1, 1:1) | HC Kometa Brno | Home Credit Arena, Liberec Návštěvnost: 7 249 |  |

| Report                            |                                   |             |                                                              |                                                                            |
| Roman Will                        | Roman Will                        | Brankáři    | Marek Čiliak                                                 | Rozhodčí: Lukáš Bejček Miroslav Peňáz Čároví: Tomáš Brejcha Libor Suchánek |
| Bartovič (Vantuch, Derner) 52:59' | Bartovič (Vantuch, Derner) 52:59' | 0:1 0:2 1:2 | 22:02' Trška (Haščák, Káňa) 51:21' M. Erat (Kováčik, Hruška) | Rozhodčí: Lukáš Bejček Miroslav Peňáz Čároví: Tomáš Brejcha Libor Suchánek |
| 16 min                            | 16 min                            | Tresty      | 16 min                                                       | Rozhodčí: Lukáš Bejček Miroslav Peňáz Čároví: Tomáš Brejcha Libor Suchánek |
| 29                                | 29                                | Střely      | 18                                                           | Rozhodčí: Lukáš Bejček Miroslav Peňáz Čároví: Tomáš Brejcha Libor Suchánek |

| 28. února 2017 17:20 | HC Kometa Brno | 3 : 1 (1:1, 1:0, 1:0) | Piráti Chomutov | DRFG Arena, Brno Návštěvnost: 7 700 (vyprodáno) |  |

| Report                                                                                      |                                                                                             |                 |                     |                                                                        |
| Marek Čiliak                                                                                | Marek Čiliak                                                                                | Brankáři        | Ján Laco            | Rozhodčí: Aleš Auer Jan Hribik Čároví: Marek Hlavatý Rudolf Tošenovjan |
| Dočekal (Mallet) 15:58' Dočekal (Hruška, Gulaši) 35:06' Dočekal (H. Zohorna, Kvapil) 44:30' | Dočekal (Mallet) 15:58' Dočekal (Hruška, Gulaši) 35:06' Dočekal (H. Zohorna, Kvapil) 44:30' | 0:1 1:1 2:1 3:1 | 05:48' Rutta (Huml) | Rozhodčí: Aleš Auer Jan Hribik Čároví: Marek Hlavatý Rudolf Tošenovjan |
| 4 min                                                                                       | 4 min                                                                                       | Tresty          | 10 min              | Rozhodčí: Aleš Auer Jan Hribik Čároví: Marek Hlavatý Rudolf Tošenovjan |
| 35                                                                                          | 35                                                                                          | Střely          | 26                  | Rozhodčí: Aleš Auer Jan Hribik Čároví: Marek Hlavatý Rudolf Tošenovjan |

| 3. března 2017 18:20 | HC Olomouc | 3 : 2 SN (1:0, 1:1, 0:1 – 0:0 – 1:0) | HC Kometa Brno | Zimní stadion Olomouc, Olomouc Návštěvnost: 5 500 (vyprodáno) |  |

| Report                                                          |                                                                 |                                        |                                                                   |                                                                           |
| Branislav Konrád                                                | Branislav Konrád                                                | Brankáři                               | Marek Čiliak                                                      | Rozhodčí: Oldřich Hejduk Roman Mrkva Čároví: Stanislav Barvíř Petr Blümel |
| Jaroměřský (Burian, Sundher) 14:39' Vlach (Herman) 32:28' Vlach | Jaroměřský (Burian, Sundher) 14:39' Vlach (Herman) 32:28' Vlach | 1:0 2:0 2:1 2:2 Samostatné nájezdy 1:0 | 37:37' O. Němec (Brabenec, Kvapil) 46:56' Dočekal (Mallet, Nečas) | Rozhodčí: Oldřich Hejduk Roman Mrkva Čároví: Stanislav Barvíř Petr Blümel |
| 6 min                                                           | 6 min                                                           | Tresty                                 | 12 min                                                            | Rozhodčí: Oldřich Hejduk Roman Mrkva Čároví: Stanislav Barvíř Petr Blümel |
| 40                                                              | 40                                                              | Střely                                 | 17                                                                | Rozhodčí: Oldřich Hejduk Roman Mrkva Čároví: Stanislav Barvíř Petr Blümel |

### Play-off

#### Čtvrtfinále
| 13. března 2017 18:30 | HC Sparta Praha | 2 : 3 (2:0, 0:1, 0:2) | HC Kometa Brno | O2 arena, Praha Návštěvnost: 11 517 |  |

| Report                                                      |                                                             |                     | |                                                                            |
| Tomáš Pöpperle                                              | Tomáš Pöpperle                                              | Brankáři            | Marek Čiliak                                                                                       | Rozhodčí: Vladimír Pešina Oliver Ryšánek Čároví: Vít Komárek Jiří Ondráček |
| Hlinka (Vrána, Kumstát) 04:03' Vrána (Řepík, Hlinka) 04:25' | Hlinka (Vrána, Kumstát) 04:03' Vrána (Řepík, Hlinka) 04:25' | 1:0 2:0 2:1 2:2 2:3 | 22:05' V. Němec (Vincour, Krejčík) 55:41' Nečas (Krejčík, M. Erat) 56:52' Mallet (Zohorna, Haščák) | Rozhodčí: Vladimír Pešina Oliver Ryšánek Čároví: Vít Komárek Jiří Ondráček |
| 49 min                                                      | 49 min                                                      | Tresty              | 30 min                                                                                             | Rozhodčí: Vladimír Pešina Oliver Ryšánek Čároví: Vít Komárek Jiří Ondráček |
| 32                                                          | 32                                                          | Střely              | 27                                                                                                 | Rozhodčí: Vladimír Pešina Oliver Ryšánek Čároví: Vít Komárek Jiří Ondráček |

| 14. března 2017 18:30 | HC Sparta Praha | 2 : 3 PP (2:1, 0:0, 0:1 – 0:1) | HC Kometa Brno | O2 arena, Praha Návštěvnost: 13 003 |  |

| Report                                              |                                                     |                     |                                                                                     |                                                                         |
| Tomáš Pöpperle                                      | Tomáš Pöpperle                                      | Brankáři            | Marek Čiliak                                                                        | Rozhodčí: Jan Hribik Štěpán Souček Čároví: Stanislav Barvíř Petr Blümel |
| Řepík (Cingeľ) 06:01' Kumstát (Forman, Pech) 16:13' | Řepík (Cingeľ) 06:01' Kumstát (Forman, Pech) 16:13' | 1:0 1:1 2:1 2:2 2:3 | 14:32' Nečas (H. Zohorna) 44:43' Mallet (Hruška) 63:06' Kováčik (Zaťovič, V. Němec) | Rozhodčí: Jan Hribik Štěpán Souček Čároví: Stanislav Barvíř Petr Blümel |
| 12 min                                              | 12 min                                              | Tresty              | 14 min                                                                              | Rozhodčí: Jan Hribik Štěpán Souček Čároví: Stanislav Barvíř Petr Blümel |
| 32                                                  | 32                                                  | Střely              | 22                                                                                  | Rozhodčí: Jan Hribik Štěpán Souček Čároví: Stanislav Barvíř Petr Blümel |

| 17. března 2017 18:00 | HC Kometa Brno | 4 : 3 PP (1:3, 2:0, 0:0 – 1:0) | HC Sparta Praha | DRFG Arena, Brno Návštěvnost: 7 700 (vyprodáno) |  |

| Report | |                             |                                                                               |                                                                      |
| Marek Čiliak | Marek Čiliak | Brankáři                    | Tomáš Pöpperle                                                                | Rozhodčí: Aleš Auer Petr Nedvěd Čároví: Tomáš Brejcha Libor Suchánek |
| Haščák (Vincour, V. Němec) 06:38' Krejčík (H. Zohorna, Haščák) 23:07' Hruška (Kvapil, Vincour) 34:16' Haščák (V. Němec) 60:44' | Haščák (Vincour, V. Němec) 06:38' Krejčík (H. Zohorna, Haščák) 23:07' Hruška (Kvapil, Vincour) 34:16' Haščák (V. Němec) 60:44' | 0:1 0:2 1:2 1:3 2:3 3:3 4:3 | 01:56' Uher (Mikuš) 02:42' Gernát (Forman, Vrána) 10:37' Vrána (Hlinka, Pech) | Rozhodčí: Aleš Auer Petr Nedvěd Čároví: Tomáš Brejcha Libor Suchánek |
| 12 min | 12 min | Tresty                      | 24 min                                                                        | Rozhodčí: Aleš Auer Petr Nedvěd Čároví: Tomáš Brejcha Libor Suchánek |
| 21 | 21 | Střely                      | 30                                                                            | Rozhodčí: Aleš Auer Petr Nedvěd Čároví: Tomáš Brejcha Libor Suchánek |

| 18. března 2017 17:00 | HC Kometa Brno | 4 : 1 (3:1, 1:0, 0:0) | HC Sparta Praha | DRFG Arena, Brno Návštěvnost: 7 700 (vyprodáno) |  |

| Report | |                     |                                              |                                                                      |
| Marek Čiliak | Marek Čiliak | Brankáři            | Tomáš Pöpperle (od 27. minuty Filip Novotný) | Rozhodčí: Roman Mrkva Miroslav Peňáz Čároví: Jan Hozman Jiří Svoboda |
| Haščák (Kováčik, Kvapil) 01:04' V. Němec (Kvapil, Gulaši) 16:11' V. Němec (Haščák) 18:02' V. Němec (Kvapil) 26:35' | Haščák (Kováčik, Kvapil) 01:04' V. Němec (Kvapil, Gulaši) 16:11' V. Němec (Haščák) 18:02' V. Němec (Kvapil) 26:35' | 1:0 1:1 2:1 3:1 4:1 | 06:47' Pech (Deveaux, Gernát)                | Rozhodčí: Roman Mrkva Miroslav Peňáz Čároví: Jan Hozman Jiří Svoboda |
| 10 min | 10 min | Tresty              | 8 min                                        | Rozhodčí: Roman Mrkva Miroslav Peňáz Čároví: Jan Hozman Jiří Svoboda |
| 22 | 22 | Střely              | 26                                           | Rozhodčí: Roman Mrkva Miroslav Peňáz Čároví: Jan Hozman Jiří Svoboda |

#### Semifinále
| 29. března 2017 17:20 | Mountfield HK | 0 : 2 (0:0, 0:0, 0:2) | HC Kometa Brno | Fortuna aréna, Hradec Králové Návštěvnost: 6 719 |  |

| Report       |              |          |                                                                             |                                                                       |
| Patrik Rybár | Patrik Rybár | Brankáři | Marek Čiliak                                                                | Rozhodčí: Petr Nedvěd Zbyněk Kubičík Čároví: Vít Lederer Jiří Gebauer |
|              |              | 0:1 0:2  | 42:52' Nečas (Mallet, H. Zohorna) 59:56' Kvapil (Hruška, do prázdné branky) | Rozhodčí: Petr Nedvěd Zbyněk Kubičík Čároví: Vít Lederer Jiří Gebauer |
| 2 min        | 2 min        | Tresty   | 27 min                                                                      | Rozhodčí: Petr Nedvěd Zbyněk Kubičík Čároví: Vít Lederer Jiří Gebauer |
| 22           | 22           | Střely   | 28                                                                          | Rozhodčí: Petr Nedvěd Zbyněk Kubičík Čároví: Vít Lederer Jiří Gebauer |

| 30. března 2017 17:20 | Mountfield HK | 3 : 0 (0:0, 2:0, 1:0) | HC Kometa Brno | Fortuna aréna, Hradec Králové Návštěvnost: 6 631 |  |

| Report                                                                                    |                                                                                           |             |              |                                                                         |
| Patrik Rybár                                                                              | Patrik Rybár                                                                              | Brankáři    | Marek Čiliak | Rozhodčí: Oldřich Hejduk Štěpán Souček Čároví: Jaromír Bláha Josef Špůr |
| Bednář (Knotek) 26:06' Kukumberg (Picard, Jarůšek) 27:11' Šimánek (Pláněk, Köhler) 53:25' | Bednář (Knotek) 26:06' Kukumberg (Picard, Jarůšek) 27:11' Šimánek (Pláněk, Köhler) 53:25' | 1:0 2:0 3:0 |              | Rozhodčí: Oldřich Hejduk Štěpán Souček Čároví: Jaromír Bláha Josef Špůr |
| 12 min                                                                                    | 12 min                                                                                    | Tresty      | 24 min       | Rozhodčí: Oldřich Hejduk Štěpán Souček Čároví: Jaromír Bláha Josef Špůr |
| 31                                                                                        | 31                                                                                        | Střely      | 25           | Rozhodčí: Oldřich Hejduk Štěpán Souček Čároví: Jaromír Bláha Josef Špůr |

| 2. dubna 2017 17:20 | HC Kometa Brno | 8 : 0 (1:0, 3:0, 4:0) | Mountfield HK | DRFG Arena, Brno Návštěvnost: 7 700 (vyprodáno) |  |

| Report | |                                 |                                            |                                                                          |
| Marek Čiliak | Marek Čiliak | Brankáři                        | Patrik Rybár (od 41. minuty Ondřej Kacetl) | Rozhodčí: Jan Hribik Oliver Ryšánek Čároví: Tomáš Brejcha Libor Suchánek |
| O. Němec 07:26' M. Erat (Krejčík, Zaťovič) 21:50' O. Němec 28:19' H. Zohorna (Mallet) 36:06' Nečas (H. Zohorna) 42:01' Zaťovič (M. Erat, Krejčík) 45:17' Gulaši (Krejčík) 47:39' O. Němec 51:13' | O. Němec 07:26' M. Erat (Krejčík, Zaťovič) 21:50' O. Němec 28:19' H. Zohorna (Mallet) 36:06' Nečas (H. Zohorna) 42:01' Zaťovič (M. Erat, Krejčík) 45:17' Gulaši (Krejčík) 47:39' O. Němec 51:13' | 1:0 2:0 3:0 4:0 5:0 6:0 7:0 8:0 |                                            | Rozhodčí: Jan Hribik Oliver Ryšánek Čároví: Tomáš Brejcha Libor Suchánek |
| 10 min | 10 min | Tresty                          | 22 min                                     | Rozhodčí: Jan Hribik Oliver Ryšánek Čároví: Tomáš Brejcha Libor Suchánek |
| 25 | 25 | Střely                          | 24                                         | Rozhodčí: Jan Hribik Oliver Ryšánek Čároví: Tomáš Brejcha Libor Suchánek |

| 3. dubna 2017 17:20 | HC Kometa Brno | 0 : 1 SN (0:0, 0:0, 0:0 – 0:0 – 0:1) | Mountfield HK | DRFG Arena, Brno Návštěvnost: 7 700 (vyprodáno) |  |

| Report       |              |                        |              |                                                                               |
| Marek Čiliak | Marek Čiliak | Brankáři               | Patrik Rybár | Rozhodčí: Oldřich Hejduk Vladimír Pešina Čároví: Stanislav Barvíř Petr Blümel |
|              |              | Samostatné nájezdy 0:1 | Knotek       | Rozhodčí: Oldřich Hejduk Vladimír Pešina Čároví: Stanislav Barvíř Petr Blümel |
| 16 min       | 16 min       | Tresty                 | 32 min       | Rozhodčí: Oldřich Hejduk Vladimír Pešina Čároví: Stanislav Barvíř Petr Blümel |
| 39           | 39           | Střely                 | 27           | Rozhodčí: Oldřich Hejduk Vladimír Pešina Čároví: Stanislav Barvíř Petr Blümel |

| 6. dubna 2017 17:20 | Mountfield HK | 1 : 3 (1:1, 0:1, 0:1) | HC Kometa Brno | Fortuna aréna, Hradec Králové Návštěvnost: 6 739 |  |

| Report                 |                        |                 | |                                                                      |
| Patrik Rybár           | Patrik Rybár           | Brankáři        | Marek Čiliak | Rozhodčí: Petr Nedvěd Zbyněk Kubičík Čároví: Jan Hozman Jiří Svoboda |
| Knotek (Bednář) 17:47' | Knotek (Bednář) 17:47' | 0:1 1:1 1:2 1:3 | 10:16' Krejčík (O. Němec, H. Zohorna) 35:11' Krejčík (Kováčik) 59:47' Vondráček (Krejčík, Dočekal, do prázdné branky) | Rozhodčí: Petr Nedvěd Zbyněk Kubičík Čároví: Jan Hozman Jiří Svoboda |
| 6 min                  | 6 min                  | Tresty          | 10 min | Rozhodčí: Petr Nedvěd Zbyněk Kubičík Čároví: Jan Hozman Jiří Svoboda |
| 31                     | 31                     | Střely          | 37 | Rozhodčí: Petr Nedvěd Zbyněk Kubičík Čároví: Jan Hozman Jiří Svoboda |

| 8. dubna 2017 17:20 | HC Kometa Brno | 2 : 1 PP (0:1, 0:0, 1:0 – 1:0) | Mountfield HK | DRFG Arena, Brno Návštěvnost: 7 700 (vyprodáno) |  |

| Report                                                                  |                                                                         |             |                         |                                                                           |
| Marek Čiliak                                                            | Marek Čiliak                                                            | Brankáři    | Patrik Rybár            | Rozhodčí: Oldřich Hejduk Roman Mrkva Čároví: Tomáš Brejcha Libor Suchánek |
| V. Němec (Hruška, Haščák) 43:21' H. Zohorna (Kováčik, Vondráček) 77:19' | V. Němec (Hruška, Haščák) 43:21' H. Zohorna (Kováčik, Vondráček) 77:19' | 0:1 1:1 2:1 | 05:29' Džeriņš (Pavlík) | Rozhodčí: Oldřich Hejduk Roman Mrkva Čároví: Tomáš Brejcha Libor Suchánek |
| 14 min                                                                  | 14 min                                                                  | Tresty      | 14 min                  | Rozhodčí: Oldřich Hejduk Roman Mrkva Čároví: Tomáš Brejcha Libor Suchánek |
| 35                                                                      | 35                                                                      | Střely      | 34                      | Rozhodčí: Oldřich Hejduk Roman Mrkva Čároví: Tomáš Brejcha Libor Suchánek |

#### Finále
| 14. dubna 2017 17:20 | Bílí Tygři Liberec | 3 : 4 (2:3, 1:1, 0:0) | HC Kometa Brno | Home Credit Arena, Liberec Návštěvnost: 7 500 (vyprodáno) |  |

| Report                                                                      |                                                                             |                             |                                                                                              |                                                                       |
| Roman Will (od 30. minuty Ján Lašák)                                        | Roman Will (od 30. minuty Ján Lašák)                                        | Brankáři                    | Marek Čiliak                                                                                 | Rozhodčí: Petr Nedvěd Vladimír Pešina Čároví: Jan Hozman Jiří Svoboda |
| Svačina (Plutnar) 03:36' Ševc (Ordoš, Lakatoš) 10:20' Bulíř (Mojžíš) 25:04' | Svačina (Plutnar) 03:36' Ševc (Ordoš, Lakatoš) 10:20' Bulíř (Mojžíš) 25:04' | 1:0 2:0 2:1 2:2 2:3 3:3 3:4 | 10:38' Dočekal (Čermák) 11:17' Zaťovič (Haščák) 19:58' Malec (Kvapil, Kováčik) 29:37' Mallet | Rozhodčí: Petr Nedvěd Vladimír Pešina Čároví: Jan Hozman Jiří Svoboda |
| 12 min                                                                      | 12 min                                                                      | Tresty                      | 14 min                                                                                       | Rozhodčí: Petr Nedvěd Vladimír Pešina Čároví: Jan Hozman Jiří Svoboda |
| 22                                                                          | 22                                                                          | Střely                      | 30                                                                                           | Rozhodčí: Petr Nedvěd Vladimír Pešina Čároví: Jan Hozman Jiří Svoboda |

| 15. dubna 2027 17:20 | Bílí Tygři Liberec | 3 : 4 PP (1:1, 1:1, 1:1 – 0:1) | HC Kometa Brno | Home Credit Arena, Liberec Návštěvnost: 7 500 (vyprodáno) |  |

| Report                                                                                             | |                             | |                                                                      |
| Ján Lašák                                                                                          | Ján Lašák                                                                                          | Brankáři                    | Marek Čiliak | Rozhodčí: Aleš Auer Roman Mrkva Čároví: Stanislav Barvíř Petr Blümel |
| Derner (Ordoš, Stránský) 16:54' Lakatoš (Jánošík, Bartovič) 37:01' Lakatoš (Jelínek, Šimek) 48:25' | Derner (Ordoš, Stránský) 16:54' Lakatoš (Jánošík, Bartovič) 37:01' Lakatoš (Jelínek, Šimek) 48:25' | 0:1 1:1 1:2 2:2 2:3 3:3 3:4 | 13:08' M. Erat (Krejčík) 26:30' M. Erat (Kvapil, Hruška) 47:26' R. Zohorna (Mallet, Kováčik) 64:17' Kvapil (Haščák, Kováčik) | Rozhodčí: Aleš Auer Roman Mrkva Čároví: Stanislav Barvíř Petr Blümel |
| 4 min                                                                                              | 4 min                                                                                              | Tresty                      | 6 min | Rozhodčí: Aleš Auer Roman Mrkva Čároví: Stanislav Barvíř Petr Blümel |
| 26                                                                                                 | 26                                                                                                 | Střely                      | 30 | Rozhodčí: Aleš Auer Roman Mrkva Čároví: Stanislav Barvíř Petr Blümel |

| 18. dubna 2027 17:20 | HC Kometa Brno | 3 : 0 (2:0, 0:0, 1:0) | Bílí Tygři Liberec | DRFG Arena, Brno Návštěvnost: 7 700 (vyprodáno) |  |

| Report                                                                                     |                                                                                            |             |           |                                                                      |
| Marek Čiliak                                                                               | Marek Čiliak                                                                               | Brankáři    | Ján Lašák | Rozhodčí: Vladimír Pešina Robin Šír Čároví: Jiří Gebauer Vít Lederer |
| Kováčik (Krejčík) 12:19' Kvapil (Hruška) 12:51' Zaťovič (Čermák, do prázdné branky) 58:17' | Kováčik (Krejčík) 12:19' Kvapil (Hruška) 12:51' Zaťovič (Čermák, do prázdné branky) 58:17' | 1:0 2:0 3:0 |           | Rozhodčí: Vladimír Pešina Robin Šír Čároví: Jiří Gebauer Vít Lederer |
| 6 min                                                                                      | 6 min                                                                                      | Tresty      | 4 min     | Rozhodčí: Vladimír Pešina Robin Šír Čároví: Jiří Gebauer Vít Lederer |
| 22                                                                                         | 22                                                                                         | Střely      | 27        | Rozhodčí: Vladimír Pešina Robin Šír Čároví: Jiří Gebauer Vít Lederer |

| 19. dubna 2027 17:20 | HC Kometa Brno | 5 : 2 (0:0, 4:2, 1:0) | Bílí Tygři Liberec | DRFG Arena, Brno Návštěvnost: 7 700 (vyprodáno) |  |

| Report | |                             |                                                                     |                                                                  |
| Marek Čiliak | Marek Čiliak | Brankáři                    | Ján Lašák (od 34. minuty Roman Will)                                | Rozhodčí: Petr Nedvěd Jan Hribik Čároví: Jan Hozman Jiří Svoboda |
| Kvapil (Hruška, M. Erat) 22:22' Mallet (Hruška, O. Němec) 27:00' Haščák (Krejčík, O. Němec) 28:17' M. Erat (Hruška) 33:13' Krejčík (M. Erat, do prázdné branky) 58:40' | Kvapil (Hruška, M. Erat) 22:22' Mallet (Hruška, O. Němec) 27:00' Haščák (Krejčík, O. Němec) 28:17' M. Erat (Hruška) 33:13' Krejčík (M. Erat, do prázdné branky) 58:40' | 1:0 1:1 2:1 3:1 3:2 4:2 5:2 | 22:37' Krenželok (Mojžíš, Lašák) 32:28' Valský (Šimek, Radivojevič) | Rozhodčí: Petr Nedvěd Jan Hribik Čároví: Jan Hozman Jiří Svoboda |
| 2 min | 2 min | Tresty                      | 6 min                                                               | Rozhodčí: Petr Nedvěd Jan Hribik Čároví: Jan Hozman Jiří Svoboda |
| 32 | 32 | Střely                      | 24                                                                  | Rozhodčí: Petr Nedvěd Jan Hribik Čároví: Jan Hozman Jiří Svoboda |

## Statistiky základní části

### Kanadské bodování
Toto je konečné pořadí hráčů Komety podle dosažených bodů. Za jeden vstřelený gól nebo přihrávku na gól hráč získal jeden bod.
| Poř. | Hráč           | Z. | G  | A  | B  | TM | +/- |
| ---- | -------------- | -- | -- | -- | -- | -- | --- |
| 1.   | Marek Kvapil   | 49 | 15 | 25 | 40 | 30 | +4  |
| 2.   | Martin Erat    | 39 | 13 | 23 | 36 | 34 | +10 |
| 3.   | Vojtěch Němec  | 51 | 11 | 16 | 27 | 10 | +1  |
| 4.   | Marcel Haščák  | 44 | 11 | 13 | 24 | 14 | +6  |
| 5.   | Ondřej Němec   | 50 | 7  | 17 | 24 | 28 | +9  |
| 6.   | Leoš Čermák    | 50 | 11 | 12 | 23 | 83 | +5  |
| 7.   | Tomáš Vincour  | 39 | 9  | 13 | 22 | 26 | -3  |
| 8.   | Martin Zaťovič | 36 | 15 | 5  | 20 | 8  | +6  |
| 9.   | Jan Káňa       | 44 | 7  | 13 | 20 | 48 | +6  |
| 10.  | Peter Trška    | 52 | 6  | 13 | 19 | 22 | +3  |

### Hodnocení brankářů
Toto je konečné pořadí brankářů Komety.
| Poř. | Hráč           | Z. | MIN  | OG | PZ  | PS  | POG  | Úsp%  | N |
| ---- | -------------- | -- | ---- | -- | --- | --- | ---- | ----- | - |
| 1.   | Karel Vejmelka | 31 | 1729 | 72 | 685 | 757 | 2.50 | 90.49 | 3 |
| 2.   | Marek Čiliak   | 24 | 1256 | 52 | 472 | 524 | 2.48 | 90.08 | 0 |
| 2.   | Pavel Jekel    | 4  | 181  | 6  | 76  | 82  | 1.99 | 92.68 | 0 |

## Statistiky play-off

### Kanadské bodování
Toto je konečné pořadí hráčů Komety podle dosažených bodů. Za jeden vstřelený gól nebo přihrávku na gól hráč získal jeden bod.
| Poř. | Hráč             | Z. | G | A | B  | TM | +/- |
| ---- | ---------------- | -- | - | - | -- | -- | --- |
| 1.   | Jakub Krejčík    | 14 | 4 | 9 | 13 | 10 | +9  |
| 2.   | Marek Kvapil     | 14 | 4 | 6 | 10 | 2  | +12 |
| 2.   | Marcel Haščák    | 14 | 4 | 6 | 10 | 8  | +12 |
| 4.   | Jan Hruška       | 14 | 1 | 8 | 9  | 14 | +11 |
| 5.   | Vojtěch Němec    | 12 | 5 | 3 | 8  | 37 | +4  |
| 6.   | Martin Erat      | 13 | 4 | 4 | 8  | 12 | +6  |
| 7.   | Jozef Kováčik    | 14 | 2 | 6 | 8  | 2  | +13 |
| 7.   | Hynek Zohorna    | 14 | 2 | 6 | 8  | 4  | +2  |
| 9.   | Alexandre Mallet | 14 | 4 | 3 | 7  | 4  | +6  |
| 10.  | Ondřej Němec     | 12 | 3 | 3 | 6  | 0  | +9  |

### Hodnocení brankářů
Toto je konečné pořadí brankářů Komety.
| Poř. | Hráč         | Z. | MIN | OG | PZ  | PS  | POG  | Úsp%  | N |
| ---- | ------------ | -- | --- | -- | --- | --- | ---- | ----- | - |
| 1.   | Marek Čiliak | 14 | 886 | 21 | 367 | 388 | 1.42 | 94.59 | 4 |

## Domácí návštěvnost
| Soutěž                             | Celkově | Zápasy | Průměrně |
| ---------------------------------- | ------- | ------ | -------- |
| Tipsport extraliga – základní část | 197 604 | 26     | 7 600    |
| Tipsport extraliga – play-off      | 53 900  | 7      | 7 700    |
| Celkově                            | 251 504 | 33     | 7 621    |